# Obóz zagłady w Chełmnie nad Nerem

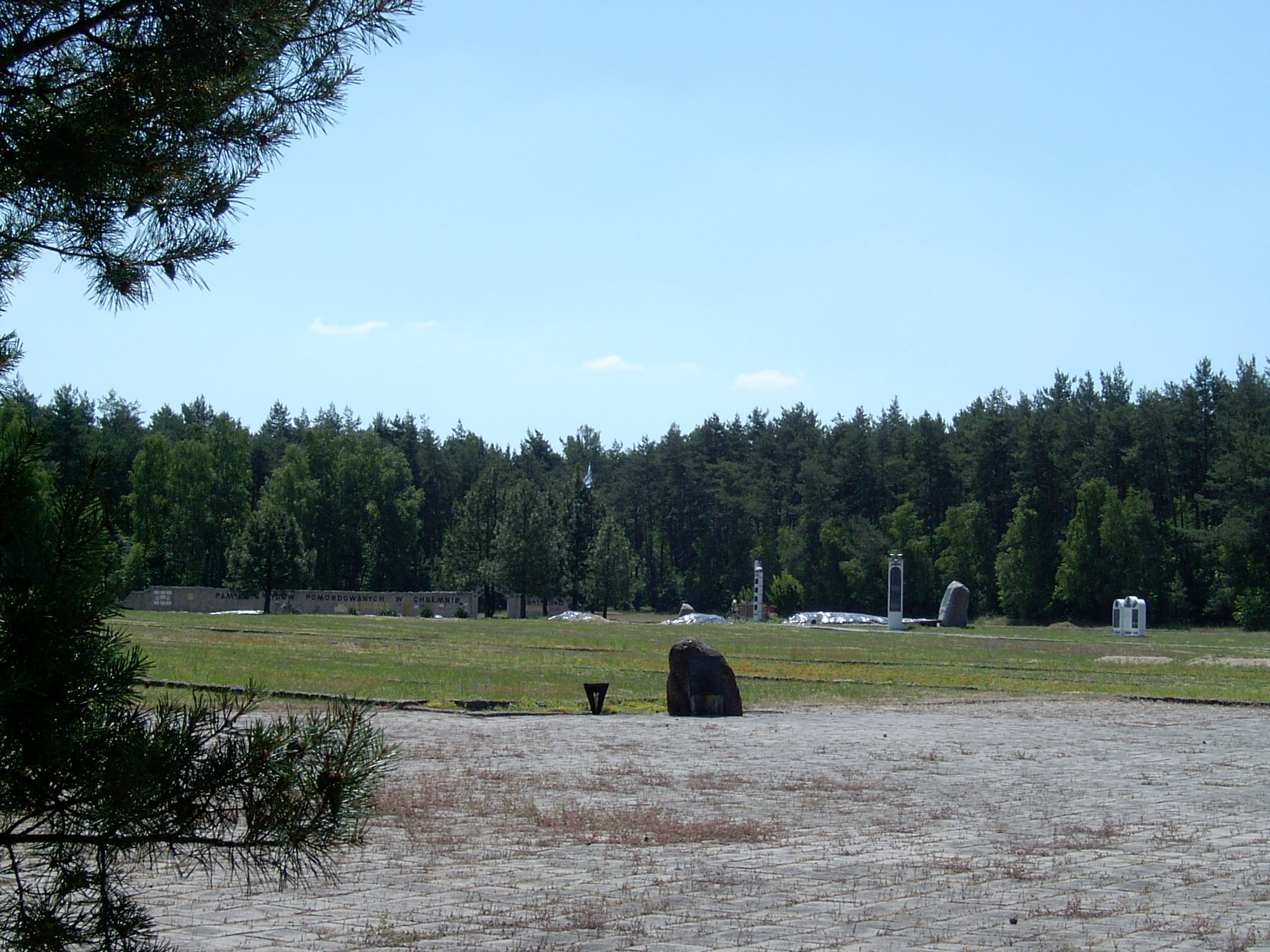
Polana w Lesie Rzuchowskim z masowymi grobami i miejscem po krematoriach (widok z czerwca 2005 z widocznymi śladami odkrywek z lat 2003–2004)

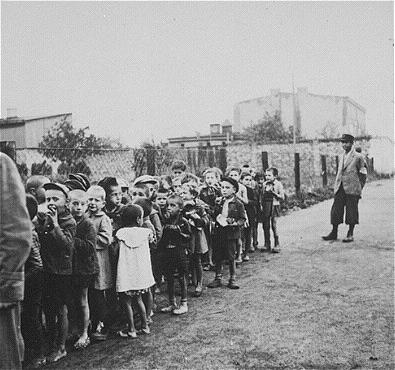
Dzieci z getta łódzkiego podczas deportacji do obozu

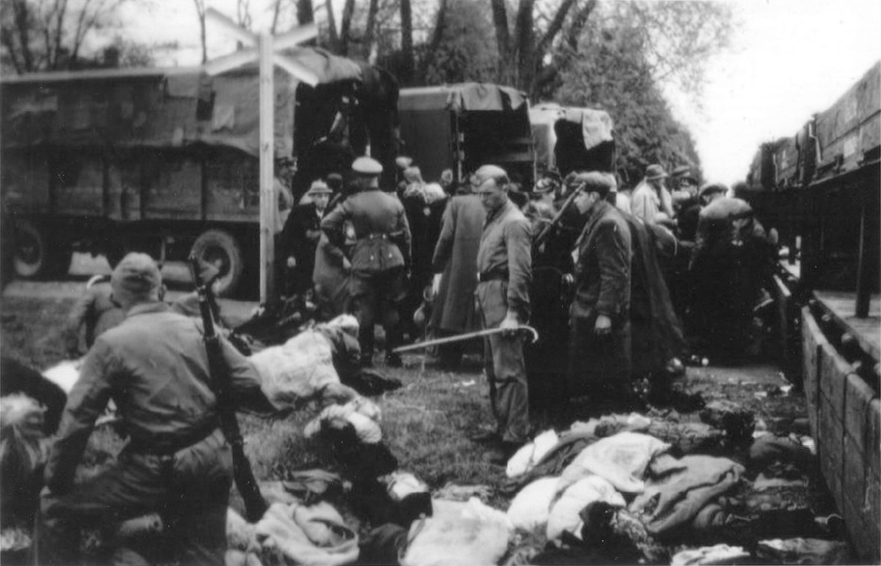
Powiercie (linia kolejki wąskotorowej), przesiadka w drodze do miejsca zagłady w Kulmhof am Nehr (prawdopodobnie grupa łódzkich Żydów; ok. 1942)

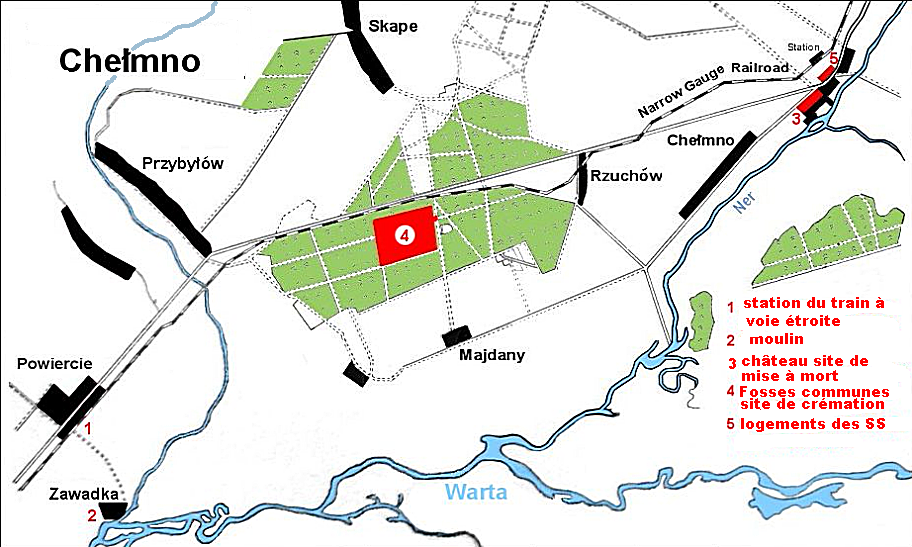
Plan obozu

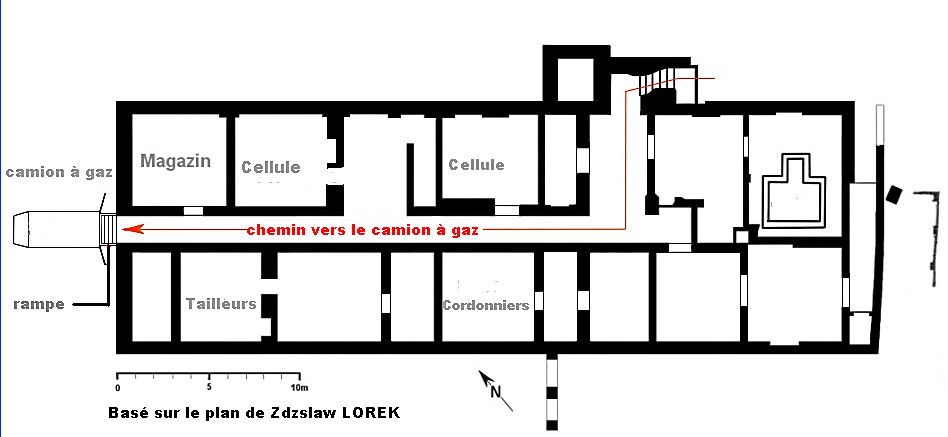
Plan pałacu w Chełmnie

Obóz zagłady w Chełmnie nad Nerem (niem. SS-Sonderkommando Kulmhof) – niemiecki nazistowski obóz zagłady funkcjonujący od grudnia 1941 roku do kwietnia 1943 roku i ponownie od kwietnia 1944 roku do stycznia 1945 roku we wsi Chełmno nad Nerem (niem. Kulmhof am Nehr) w gminie Dąbie w powiecie kolskim. 
Obóz w Chełmnie nad Nerem był pierwszym niemieckim obozem zagłady; został utworzony jeszcze przed konferencją z Wannsee i formalnym rozpoczęciem akcji „Reinhardt”. Prowadzono w nim eksterminację ludności żydowskiej. Niemcy kierowali do niego przede wszystkim transporty z gett w Kraju Warty, w tym z getta łódzkiego. Ponadto w Chełmnie mordowano Romów i Sinti. Ofiary zabijano w mobilnych komorach gazowych przy użyciu gazów spalinowych.  Według niektórych relacji w obozie rozstrzelano pojedyncze grupy Polaków i jeńców sowieckich. 
Liczba ofiar obozu w Chełmnie nad Nerem sięgnęła prawdopodobnie ok. 200 tys. osób. 

## Geneza
22 czerwca 1941 roku nazistowskie Niemcy dokonały inwazji na Związek Radziecki. Na zdobytych terenach niemieckie Einsatzgruppen przystąpiły do masowych egzekucji Żydów. W ten sposób antysemicka polityka III Rzeszy weszła w nową fazę, przekraczając granicę dzielącą dyskryminację i prześladowania od systematycznego mordu. Najprawdopodobniej już wczesną jesienią 1941 roku na najwyższych szczeblach hitlerowskiego reżimu zaczęła krystalizować się koncepcja „ostatecznego rozwiązania kwestii żydowskiej” poprzez fizyczną eksterminację. Szybkiego usunięcia Żydów oczekiwały zwłaszcza okupacyjne władze Generalnego Gubernatorstwa, jednak równocześnie rozpoczęto także przygotowania do eksterminacji Żydów z Kraju Warty. 
Zadanie przeprowadzenia procesu eksterminacji powierzono SS-Sonderkommando Lange pod dowództwem Herberta Langego, na którego potrzeby utworzono specjalne konto w Miejskiej Kasie Oszczędności w Łodzi, zasilane środkami zrabowanymi ofiarom. Już wczesną jesienią 1941 roku Herbert Lange rozpoczął poszukiwanie miejsca, które nadawałoby się na miejsce planowanej operacji zagłady Żydów. O lokalizacji zdecydowało położenie: infrastruktura transportowa oraz oddalenie zalesionych terenów od skupisk ludzkich. 
Obóz zagłady w Chełmnie na Nerem stał się pierwszym stałym obozem zagłady. Niedługo później, pod koniec października 1941 roku, rozpoczęto budowę obozu zagłady w Bełżcu. Obozy w Sobiborze i Treblince powstały w kolejnym roku. 

## Powstanie obozu
Obóz utworzono wyjątkowo szybko. Zagospodarowano istniejący pałac otoczony parkiem, wysiedlono okoliczną ludność i przejęto budynki mogące służyć celom obozowym (kościół, plebanię, remizę, Urząd Gminy, przystanek kolejki wąskotorowej). O planach założenia obozu w Chełmnie wiedziały lokalne władze partyjne i samorządowe. Prace przygotowawcze w Chełmnie zostały zakończone z początkiem grudnia 1941 roku. Przy budowie płotu wokół pałacu brało udział 8 polskich więźniów z Poznania oraz, za opłatą, grupa mężczyzn z Chełmna, przy czym miejscowi mieszkańcy zostali poinformowani, że teren wsi został przeznaczony na getto lub obóz przejściowy dla Żydów. Część pomieszczeń w piwnicy pałacu zaadaptowano na magazyny i warsztaty, natomiast drugą część przeznaczono na cele więzienne dla żydowskich robotników. W pałacu umieszczono ławy kościelne z pobliskiego kościoła oraz zamówione u lokalnego cieśli ławki. Przypałacowy spichlerz miał pełnić funkcję magazynu zrabowanego dobytku. Cały teren obozu przy pałacu w Chełmnie obejmował 3 hektary powierzchni. Kościół Narodzenia Najświętszej Maryi Panny w Chełmnie przeznaczono początkowo na garaż.
Obóz nie posiadał oficjalnej nazwy, używano określeń SS-Sonderkommando Kulmhof lub SS-Sonderkommando Lange, a po zmianie komendanta w marcu 1942 roku – SS-Sonderkommando Bothmann. Na początku w dokumentach urzędowych używano również nazw Judendurchgangslager (obóz przejściowy dla Żydów), Arbeitskommandos im Sonderkommando Kulmhof (obozy pracy przy specjalnym komando Kulmhof) lub Lager Kulmhof (obóz Kulmhof). Co najmniej raz, Lange użył również nazwy Sonderkommando der Staatspolizeileitstelle Posen (Komando Specjalne Urzędu Kierowniczego Policji Państwowej w Poznaniu). Przez krótki okres miano także używać nazwy Sonderkommando Schulze.
Według planu Niemców pierwsi mieli zostać zamordowani Żydzi mieszkający w gettach położonych najbliżej Chełmna, a w następnej kolejności osoby niezdolne do pracy z getta łódzkiego. Niedługo przed uruchomieniem obozu, 5 grudnia 1941 roku, do Kulmhof trafiło 30 mężczyzn z Koła, których zmuszono do przygotowania w lesie rzuchowskim masowego grobu. W pracy tej mieli ich nadzorować polscy robotnicy. Teren obozu w lesie rzuchowskim obejmował oddziały leśne o numerach 76 i 77 oraz część oddziałów 74 i 75. Początkowo w obozie leśnym nie znajdowała się żadna stała konstrukcja, dopiero po jakimś czasie teren został otoczony płotem. 

## Zarząd i personel obozu
Obóz podlegał wyższemu dowódcy SS i Policji w Kraju Warty, pod koniec 1941 roku stanowisko to pełnił Wilhelm Koppe. Podlegał on Heinrichowi Himmlerowi oraz, administracyjnie, Arthurowi Greiserowi, który wyrażał aktywne zainteresowanie działalnością obozu. 
Pierwszym komendantem i organizatorem obozu był SS-Sturmbannführer Herbert Lange, funkcję komendanta pełnił jednak tylko przez dwa miesiące. Według Shmuela Krakowskiego w lutym 1942 roku tymczasowym komendantem był Wilhelm Schulte, a jego następcą został SS-Hauptsturmführer Hans Bothmann. Funkcję zastępcy pełnił m.in. Herbert Otto, Albert Plate i Walter Piller.
Załogę obozu stanowiło kilkunastu (ok. 15 lub 20) funkcjonariuszy Sicherheitspolizei, którzy pełnili funkcje kierownicze i najważniejsze funkcje w obozie, oraz policjanci Schutzpolizei. Początkowo do obozu oddelegowano 30 policjantów Schutzpolizei, jednak w związku z ucieczkami więźniów w styczniu 1942 roku ich liczba wzrosła do 120. Funkcjonariusze ci zostali sformowani w tzw. Polizeiwachkommando, podzielone na trzy pododziały: Schloss- lub Hauskommando, zabezpieczające pałac i bramę główną obozu, Waldkommando, obsadzające teren tzw. obozu leśnego w lesie rzuchowskim, oraz Transportkommando, zajmujące się konwojowaniem ofiar przywożonych do Chełmna. Przez pewien czas istniało również tzw. Mühlenwache, zajmujące się zabezpieczeniem młyna w Zawadce. Funkcjonariusze Schutzpolizei pochodzili w większości z batalionu policji w Łodzi, poza tym także z komisariatów w Łodzi i Poznaniu oraz batalionu szkoleniowego policji z Poznania. Policjanci należący do ochrony obozu początkowo podlegali ciągłej rotacji, ich dowódcą był porucznik Harry Lang, zastąpiony od lutego 1942 roku przez kapitana Maasa, a po kilku dniach kolejnym dowódcą został Gustav Hüfing.  
Kierownikiem kantyny był Erwin Schmidt, dział kosztowności, kasa i księgowość podlegały Guerlichowi, Sommerowi i Richterowi. Szoferem i adiutantem komendanta obozu był Walter Burmeister.  
Załoga obozu została zakwaterowana w domach we wsi należących do polskich gospodarzy, którzy zostali wcześniej wysiedleni. Funkcję koszar pełniła również remiza OSP, z czasem wybudowano przy niej także drewniane baraki. Komendant obozu, zastępca oraz jego adiutant i szofer zostali zakwaterowani w budynku urzędu gminy. Według zeznań Erharda Michelsona, dyrektora szkoły dla niemieckich dzieci w Chełmnie, w kwaterze komendanta obozu regularnie dochodziło do libacji oraz orgii, w których brały udział niemieckie kobiety, m.in. pielęgniarki ze szpitala w Kole. Komendantura obozu mieściła się w budynku plebanii. Na kantynę przeznaczono dom rodziny Banaszewskich. 
Oprócz Niemców personel obozu stanowiła także grupa 8 polskich więźniów, która zajmowała się odbieraniem ofiarom kosztowności i rzeczy osobistych, zapędzali je do komór gazowych i następnie przeszukiwali ciała, członkami tej grupy byli Lech Jaskólski, Henryk Mania, Henryk Maliczak, Marian Libelt, Franciszek Piekarski, Stanisław Polubiński, Kajetan Skrzypczyński i Stanisław Szymański. Z czasem Polacy uzyskali status zbliżony do zwykłych pracowników obozu, SS-mani nie obchodzili się z nimi jak z więźniami i pozwolali sobie nawet na pewną zażyłość. Polscy więźniowie cieszyli się stosunkową wolnością, mogli oni opuszczać teren obozu i odwiedzać okoliczne wsie. Według Piotra Litki i Grzegorza Pawlikowskiego Polacy mogli ubierać się w rzeczy odebrane ofiarom, robić zdjęcia, a nawet nosić broń małokalibrową. Według zeznań niektórych członków załogi, SS-mani pozwalali Polakom wyciągać z transportów niektóre żydowskie kobiety, które były następnie wykorzystywane seksualnie przez polskich robotników. Po jednym lub kilku dniach kobieta była dołączana do kolejnego transportu i mordowana. 
W obozie pracowało również kilka Polek – pracownic odpowiedzialnych za kuchnię, kantynę oraz sprzątanie komendantury obozu. Poszczególni członkowie załogi zatrudniali kolejne Polki do sprzątania ich kwater i czyszczenia ubrań.
Według niektórych świadków, jeden z żandarmów pilnujących obozu, Hutner, miał pomagać Żydom-robotnikom w obozie. Starał się on przekazywać im żywność, gazety oraz wiadomości. Miał także odmawiać udziału w egzekucjach. Były również przypadki proszenia członków załogi o przeniesienie na front w celu wydostania się z obozu.

## Działalność obozu

### Pierwszy okres działalności
Procedura mordowania ofiar obozu została dokładnie opisana w relacji złożonej przez Szlamę Ber Winera, uciekiniera z komanda grabarzy w lesie rzuchowskim. Na podstawie relacji organizacja Oneg Szabat opracowała raport pt. Wydarzenia w Chełmnie. Według Winera, po przywiezieniu ofiar na teren majątku w Chełmnie, do zgromadzonych osób przemawiał oficer SS i starszy Niemiec, wyjaśniali oni, że wszyscy Żydzi mają zostać przewiezieni do getta łódzkiego, gdzie mężczyźni będą pracować w fabrykach, kobiety będą zajmować się domem, a dzieci będą mogły uczęszczać do szkół. Przed wyjazdem musieli oni jednak poddać się kąpieli w specjalnej łaźni parowej, zdezynfekowane miały być także ich rzeczy. Ofiarom nakazano się rozebrać, a dokumenty i przedmioty wartościowe schować w chustki. Następnie, pod pozorem udania się do łaźni, ofiary sprowadzane były do piwnicy, gdzie wąskim korytarzem przeprowadzane były na rampę, gdzie oczekiwała już ciężarówka-komora gazowa. Do zgromadzanych przemawiali zazwyczaj komendant obozu, zastępca Plate lub policjanci Möbius i Häfele. Według zeznań świadków, zdarzało się, że przemówienia Niemców do ofiar tłumaczyli na język polski więźniowie Piekarski lub Połubiński. Czasami zakładali podczas przemówień lekarskie kitle. Ciężarówka udawała się następnie na teren lasu rzuchowskiego, gdzie samochód zatrzymywał się w odległości około 100 metrów od grobu. Wówczas kierowca uruchamiał aparaturę gazującą i opuszczał samochód. Proces gazowania trwał około 15 minut, następnie szofer otwierał drzwi. Po ulotnieniu się gazu, ofiary grzebane były w masowych mogiłach. Co najmniej przez dwa pierwsze miesiące funkcjonowania obozu do gazowania używano tlenku węgla, później natomiast odbywało się przy użyciu spalin z silnika pojazdu. Gazowanie przy użyciu spalin odbywało się już na rampie przy pałacu w Chełmnie. Po każdym kursie do lasu rzuchowskiego wnętrze samochodu było czyszczone. Według świadków bywało, że ofiary po otwarciu drzwi samochodu w lesie rzuchowskim odzyskiwały przytomność, były wówczas dobijane przez SS-manów. 
Pierwszy, liczący 700 osób transport z getta w pobliskim Kole, przybył do obozu pomiędzy 6 a 9 grudnia 1941 roku. Akcja likwidacyjna getta rozpoczęła się prawdopodobnie 7 grudnia, a pierwszy transport został zgładzony w obozie dzień później. Część badaczy, m.in. Shmuel Krakowski oraz Władysław Bednarz przyjmuje więc datę 8 grudnia 1941 roku jako datę początku funkcjonowania obozu. Drugą społecznością zamordowaną w obozie byli Żydzi z getta w Dąbiu, a następnie także z gett w Kłodawie, Bugaju i Izbicy Kujawskiej.
Podczas pierwszych dwóch miesięcy funkcjonowania obozu zamordowano Żydów z gett na terenie powiatu kolskiego oraz kilkuset Żydów z powiat turecki. W styczniu 1942 roku w obozie zamordowano także około 4 300 Romów i Sinti, którzy przebywali wcześniej w obozie cygańskim w łódzkim getcie. Po transporcie chorych na tyfus Romów i Żydów z getta łódzkiego, chorobą zaraziła się część członków załogi obozu, w tym wszyscy polscy robotnicy oprócz Maliczaka. W następstwie tego do obozu dostarczono ubrania ochronne. 
Na początku 1942 roku obóz wizytował Hans Biebow, obóz odwiedził także Adolf Eichmann. 16 stycznia 1942 roku do obozu skierowano pierwsze transporty kolejowe z getta łódzkiego, liczące od 700 do 1200 osób, wyjeżdżały one ze stacji Radegast, przejeżdżały przez Kutno i trafiały do Koła. W Kole odbywał się przemarsz Żydów z dworca kolejowego do synagogi mniejszej, gdzie spędzali noc przed wywózką ciężarówkami do obozu. Z powodu protestów władz lokalnych i mieszkańców miasta, procedurę transportów zmieniono. Od marca 1942 roku na stacji kolejowej w Kole ofiary przesadzano do kolejki wąskotorowej i transportowano nią do Powiercia, skąd pieszo prowadzono je do młyna we wsi Zawadka, gdzie spędzały noc przed wywózką do Chełmna. Ostatnie duże transporty z getta łódzkiego do Chełmna miały miejsce podczas tzw. Wielkiej Szpery w dniach 3–12 września 1942 roku. Łącznie w obozie zamordowano ponad 70 tysięcy osób z getta łódzkiego.
Od stycznia 1942 roku groby posypywane były wapnem chlorowanym w celu maskowania zapachu rozkładu. Wapno chlorowane było również używane do czyszczenia samochodów i wagonów kolejowych używanych do transportów. 
Od marca do maja 1942 roku zamordowano Żydów z powiatów kutnowskiego, gostynińskiego, włocławskiego, nieszawskiego, łęczyckiego, łódzkiego i części łaskiego.
W czerwcu 1942 roku, w związku z obawami przed epidemią, Niemcy rozpoczęli wydobywanie zwłok z grobów masowych i niszczenie ich przy użyciu różnych metod. Zadanie zniszczenia śladów ludobójstwa powierzono Paulowi Blobelowi, który po kilku nieudanych próbach podjął decyzję o wykopywaniu ciał i paleniu ich. Wcześniej eksperymentowano m.in. z materiałami wybuchowymi oraz termitem, co wywołało pożar lasu, na miejsce przybyła straż pożarna z Koła, nie zezwolono im jednak wejść na teren obozu. Ostatecznie pożar został ugaszony przez żydowskich więźniów. W eksperymentach brali również udział żołnierze Brygady Kawalerii SS z miotaczami ognia. Według relacji nadleśniczego Heinza Maya, ciała początkowo spalane były w prowizorycznych paleniskach, które mogły mieć najwyżej 3 metry głębokości i średnicę 4 metrów, ich ściany miały być obudowane kamieniami. Blobel wybudował w lesie rzuchowskim co najmniej 4 tego typu krematoria. Gdy okazało się, że te prymitywne paleniska nie są wystarczająco wydajne, rozpoczęto budowę dwóch krematoriów o bardziej złożonej konstrukcji. Krematoria te posiadały kominy, któr widoczne były nad lasem. Pod koniec pierwszego okresu działalności obozu w lesie działały dwa murowane krematoria oraz nieznana liczba palenisk. Następnie były one wykorzystywane do palenia ciał ofiar z kolejnych transportów. Do obozu dowożono również chrust i drewno z pobliskich lasów, gdyż las rzuchowski nie był w stanie zaspokoić zapotrzebowania. Później z kolei krematoria murowane zostały wysadzone w powietrze, a pozostały po nich gruz wywieziono. Latem 1942 roku Bothmann zaprosił Maya do obozu, aby przedyskutować z nim możliwość zasadzenia młodych drzew na mogiłach, w celu ich zamaskowania. Osobą bezpośrednio odpowiedzialną za akcję palenia ciał oraz ukrywania śladów odpowiedzialny był Willi Lenz. Z mogił nie wydobyto jednak ciał z dolnych warstw, a jedynie z tych położonych bliżej powierzchni. W lesie rzuchowskim zainstalowano również maszynę do mielenia kości. Zmielone kości były następnie zakopywane w dołach, a później rozsypywane na terenie lasu. Jeszcze później mączka kostna była wywożona z obozu i wykorzystywane jako nawóz.
Od lipca do września 1942 roku w obozie mordowano Żydów z powiatów tureckiego, sieradzki, łaskiego i wieluńskiego. Ofiary z tych gett oraz Romów i Sinti przywożono do Chełmna ciężarówkami. 16 września 1942 roku obóz w Chełmnie wizytowali Rudolf Höß, Walter Dejaco i Franz Hössler z Auschwitz-Birkenau w towarzystwie Paula Blobela, wizyta miała miejsce na rozkaz Adolfa Eichmanna i miała pomóc w poprawieniu sposobu ukrywania śladów zbrodni na terenie Auschwitz.
5 marca 1943 roku w restauracji „Riga” w Kole odbyło się przyjęcie pożegnalne załogi obozu, podczas uroczystości przemawiał Arthur Greiser i inni wysocy urzędnicy oraz funkcjonariusze SS. Każdy członek załogi otrzymał od Greisera nagrodę w wysokości 500 marek oraz zaproszenie na czterotygodniowy urlop w jego majątku. W kwietniu 1943 roku działalność obozu w Chełmnie została zawieszona. 7 kwietnia wysadzono w powietrze krematoria oraz pałac, prawdopodobnie pod gruzami pałacu zgineła ostatnia przywieziona tego dnia grupa chorych na tyfus więźniów. Mobilne komory gazowe zostały wywiezione do Koła, tam załadowane do pociągu i wywiezione. 11 kwietnia SS-mani opuścili teren obozu, którego zabezpieczeniem zajmowali się od tej pory funkcjonariusze miejscowej żandarmerii. Członkowie załogi obozu zostali skierowani do Dywizji SS „Prinz Eugen” i brali udział w walkach na Bałkanach. Część członków załogi, m.in. Willi Lenz, pozostał w służbie Schutzpolizei w Poznaniu, a następnie przydzielono go do Sonderkommando Legath, zajmującego się ukrywaniem śladów zbrodni. Jedna z kompanii policji stacjonująca wcześniej w Chełmnie zostałą przeniesiona do Drohobycza i brała udział w likwidacji getta krakowskiego i lwowskiego oraz gett w Drohobyczu i Borysławiu. Inni członkowie załogi, Alois Häfele, Max Sommer i Erwin Bürstinger zostali przeniesieni do dywizji żandarmerii Waffen-SS w Weimarze. 
Po opuszczeniu terenu obozu przez Niemców na jego terenie odnaleziono notatki i świadectwa zapisane przez ostatnich więźniów. Polscy więźniowie funkcyjni zostali po likwidacji obozu odesłani do Poznania, a później zajmowali się zacieraniem śladów zbrodni na terenie Kraju Warty. 

### Drugi okres działalności
W marcu 1944 roku, w związku z podjęciem przez Arthura Greisera decyzji o likwidacji getta łódzkiego, Niemcy ponownie zajęli teren majątku w Chełmnie. Hans Bothmann opuścił Jugosławię w kwietniu 1944 roku i wraz z częścią członków Sonderkommando powrócił do Chełmna, wkrótce później przybył tam także oddział policjantów z batalionu policji w Łodzi.
W drugim okresie działalności obozu Żydzi mordowani byli w lesie rzuchowskim, w dwóch samochodach-komorach gazowych. Ofiary przed egzekucją trafiały do dwóch drewnianych baraków, opisanych jako „Lekarz” i „Łaźnia”. Według badań archeologicznych baraki miały wymiary 10 x 20 metrów, analizy zdjęć lotniczych potwierdził również istnienie szeregowo ustawionych baraków o wymiarach 8 x 14 metrów. Po wzniesieniu baraków przystąpiono do budowy dwóch dużych pieców krematoryjnych, o głębokości 4, szerokości 6 i długości 10 metrów. Ściany pieców wykonano z szamotowej cegły i wybetonowane, zwężały się one ku dołowi, by u podstawy mieć 1 metr szerokości i 1,5 metra długości. Przy piecach istniał długi wykop prowadzący do popielnika. Za budowę krematoriów odpowiadał Johann Runge, a kierownikami krematoriów był on oraz Kretschmer, całą operacją kierował natomiast Lenz. Kości z pieców krematoryjnych tłuczono następnie drewnianymi ubijakami na cementowym klepisku. Następnie popioły i rozdrobnione kości pakowano do worków i po kryjomu wrzucano do Warty lub Neru, m.in. z mostu przy młynie w Zawadce. Według niektórych świadków miały być również pakowane do worków, wywożone do Poznania i wykorzystywane jako nawóz.
Pierwszy transport przybył do obozu 23 czerwca 1944 roku, zamordowano wówczas 562 osoby deportowane z getta łódzkiego. Do 14 lipca tego samego roku z Łodzi skierowano do Chełmna 10 transportów, w których łącznie znalazło się 7196 osób. 
Proces eksterminacji opisał w swojej relacji Mordechaj Żurawski. Z Łodzi ofiary trafiały do Koła, skąd koleją wąskotorową przewożono je do Chełmna, a następnie przeprowadzano do Kościoła Narodzenia NMP, gdzie spędzały ostatnią noc. Następnego ranka, samochodami ciężarowymi transportowano Żydów z Chełmna do lasu rzuchowskiego, gdzie eksterminacji dokonywano na jednej z polan. Ciała poddawano kremacji w dwóch krematoriach. Już w kościele jeden z Niemców zapowiadał Żydom, że czeka ich lepszy los. Gdy Żydzi przybywali do lasu, kazano im się rozebrać przed kąpielą, a następnie wprowadzano ich do pierwszego baraku, w którym miał znajdować się gabinet lekarski, tam Bruno Simon, w przebraniu lekarza, przeprowadzał pobieżne badania, podczas których każdy był uznawany za zdolnego do pracy w Niemczech. W baraku Żydzi otrzymywali ręcznik i mydło, a następnie przechodzili do baraku oznaczonego jako łaźnia. Żydów wpędzano następnie do stojącego tam samochodu, a drzwi zamykano. Eksterminacji dokonywano spalinami wprowadzanymi do komory przez specjalnie skonstruowaną rurę wydechową. Według Żurawskiego proces gazowania trwał 4 minuty, następnie samochód podjeżdżał pod krematoria, gdzie wyrzucano z niego zwłoki.  
Podczas deportacji Niemcy zainicjowali również akcję dezinformacyjną, która miała na celu utrzymać Żydów w przeświadczeniu, że transporty wysyłane się faktycznie do obozów pracy. Z grupy kierowanej na śmierć w obozie wybierano najczęściej kilka osób znających język niemiecki, którym rozkazywano następnie pisać do rodzin kartki pocztowe o uspokajającej treści. Po napisaniu kartek osoby te były rozstrzeliwane, a kartki wysyłane później do ich rodzin. 
Latem 1944 roku do Chełmna miał trafić mały transport polskich zakonnic. Po 14 lipca 1944 roku do obozu nie kierowano już dużych transportów, sporadycznie przywożono do niego transporty ciężarówkami. Pozostałych w getcie łódzkim Żydów zdecydowano się wysyłać do obozu Auschwitz-Birkenau. Ponowną likwidację obozu rozpoczęto w sierpniu 1944 roku, rozebrano wówczas baraki w lesie rzuchowskim i piece krematoryjne, wywieziono również samochody-komory gazowe, które trafiły do Oranienburga. Pod koniec lata 1944 roku do obozu miały przybyć jeszcze trzy małe transporty, Żydów przetransportowano wówczas ciężarówkami do Chełmna, a następnie rozstrzelano ich w lesie rzuchowskim. W Chełmnie zredukowano obsadę policjantów, oddział pod dowództwem Ernsta Burmeistera został wysłany do ochrony granicy Kraju Warty i Generalnego Gubernatorstwa, niedługo później oddział trafił do Warszawy, gdzie brał udział w tłumieniu powstania warszawskiego. W obozie pozostało około 40 strażników. 
Według Waltera Pillera jesienią 1944 roku w obozie przebywało od 60 do 70 osób, zmuszano ich do pracy na terenie lasu rzuchowskiego, gdzie zajmowali się obsługą krematoriów. Po zakończeniu działalności obozu pracowali przy rozbiórce pieców i ukrywaniu śladów zbrodni. Nadzór nad procesem ukrywania zbrodni miał sprawować osobiście Arthur Greiser. Inna grupa więźniów brała udział w sortowaniu przedmiotów osobistych ofiar, resztę stanowiła grupa rzemieślników – 15 krawców i 5 szewców, znana jako Hauskommando. Na terenie majątku wybudowano drewniany barak, w którym magazynowano, sortowano i naprawiano lub przerabiano przedmioty należące do ofiar. Pod koniec września lub na początku października 1944 roku Niemcy zamordowali większość więźniów, pozostawiając przy życiu jedynie rzemieślników z Hauskommando oraz kilku innych robotników. 
Ostateczna likwidacja nastąpiła w nocy z 17 na 18 stycznia 1945 roku. W spichlerzu na terenie majątku w Chełmnie przebywało wówczas 47 ostatnich więźniów obozu – krawców, szewców oraz robotników. Hans Bothmann zdecydował o zamordowaniu ich przez rozstrzelanie, więźniowie wyprowadzani byli ze spichlerza piątkami i zabijani przed budynkiem. W pewnym momencie Żydzi zabili dwóch członków załogi: Williego Lenza i żandarma o nazwisku Haase. A następnie, używając odebranej Lenzowi broni, wdali się w strzelaninę z pozostałymi Niemcami. W związku z tym Bothmann nakazał podpalić spichlerz, w pożarze zginęli ostatni więźniowie obozu. Likwidację przeżyły dwie osoby: Szymon Srebrnik i Mordechaj Żurawski, który uciekł wcześniej ze spichlerza, rzucając się z nożem na Niemców. 
O poranku 18 stycznia 1945 roku Bothmann nakazał spalić wszystkie dokumenty pozostałe w obozie, następnie SS-mani opuścili obóz, udając się przez Koło i Konin do Poznania, gdzie część z nich brała udział w walkach o miasto. Żołnierze radzieccy pojawili się w Chełmnie dwa dni po likwidacji obozu.

## Więźniowie i ofiary

### Szacunki dotyczące liczby ofiar
Według dokumentów SS, do 5 czerwca 1942 roku w obozie zamordowano 97 tysięcy ofiar. Od czerwca do grudnia 1942 roku w obozie zginęło kolejne 48 tysięcy osób. Na podstawie dokumentów niemieckich, liczba ofiar obozu w pierwszym okresie jego działalności wynosi około 145 tysięcy. 
Według pamiętnika Heinza Maya, latem 1942 roku Hans Bothmann powiedział mu, że w Chełmnie pochowano 250 tysięcy osób, a planowane było zamordowanie kolejnych 100 tysięcy. W pierwszych miesiącach po wojnie mieszkańcy Chełmna i okolic mieli mówić o nawet 1 milionie ofiar obozu. Według krótkiego śledztwa przeprowadzonego przez władze radzieckie, liczbę ofiar oszacowano na „setki tysięcy”.
Według sędziego Władysława Bednarza, w pierwszym okresie istnienia obozu w Chełmnie, zginęło w nim około 330–350 tysięcy ofiar. Liczbę ofiar zamordowanych w obozie w 1944 roku szacuje na około 10 tysięcy. Wskazuje także, że personel obozu był w stanie w ciągu jednego dnia zamordować około tysiąca osób. Liczba 350–360 tysięcy ofiar podana przez Bednarza stała się oficjalną liczbą przyjmowaną przez polskie władze państwowe i najczęściej powtarzaną liczbą ofiar obozu. W aktach prowadzonego przez niego śledztwa zgromadzono przedmioty wskazujące na pochodzenie ofiar, oprócz osób z Kraju Warty, zamordowani tutaj mieli zostać Żydzi z terenu III Rzeszy (Niemiec i Austrii), Czechosłowacji, Luksemburga, Belgii, Francji oraz Włoch i Bułgarii. Zagraniczne ofiary obozu zazwyczaj trafiały wcześniej do getta łódzkiego, a stamtąd dopiero wywożono je do Chełmna. Prawdopodobnie bardzo rzadko transporty zagraniczne trafiały bezpośrednio do obozu.
Podczas procesu członków załogi w Niemczech w 1962 roku, sąd oszacował minimalną liczbę ofiar obozu na 152 tysiące.
Według Edwarda Serwańskiego, w Chełmnie mogło zginąć około 300 tysięcy osób.
Sebastian Różycki, Bartłomiej Grzanka i Agnieszka Nieradko szacują, że do 1943 roku w obozie zginęło łącznie około 200 tysięcy Żydów, 4300 Romów i Sinti, 92 dzieci czeskich ze wsi Lidice i Ležáky, 17 pensjonariuszek z domu opieki Sióstr Wspólnej Pracy od Niepokalanej Maryi we Włocławku oraz grupa jeńców radzieckich. W obozie miały również zostać zamordowane niezidentyfikowane grupy polskich duchownych oraz dzieci z Zamojszczyzny. W drugim okresie funkcjonowania obozu pewna jest liczba 7196 osób, przywiezionych transportami z getta łódzkiego od 23 czerwca do 14 lipca 1944 roku, po 14 lipca do obozu docierały jednak także sporadycznie mniejsze transporty. Z pewnością także, w nocy z 17 na 18 stycznia 1945 roku, w obozie zamordowano 45 ostatnich więźniów.
Według obliczeń Patricka Montague opartych na dokumentach dotyczących transportów z gett do obozu, w pierwszym okresie działalności obozu zamordowano w nim co najmniej 165 034 osoby. Kolejne badania wskazują na liczbę od 152 do 225 tysięcy ofiar. Muzeum byłego niemieckiego Obozu Zagłady Kulmhof w Chełmnie nad Nerem za najbardziej prawdopodobną liczbę uznaje około 200 tysięcy ofiar.

### Nieżydowskie ofiary obozu
Od grudnia 1941 do stycznia 1942 roku w obozie zamordowano grupę około 5 tysięcy (najprawdopodobniej 4300) Romów i Sinti z obozu cygańskiego w getcie łódzkim.
W lutym 1942 roku w obozie miano także wymordować kilka grup radzieckich jeńców wojennych, niektórzy świadkowie wspominają również grupę 6 radzieckich oficerów, których przywieziono do pałacu i zastrzelono. W przeszukiwanych po wojnie jamach śmietniskowych odnaleziono m.in. obiegowe monety radzieckie oraz guzik z radzieckiego munduru. Według Edwarda Serwańskiego w obozie rozstrzelano co najmniej kilka tysięcy jeńców radzieckich.
Według powojennych relacji w obozie zamordowano również pewną grupę żołnierzy i oficerów polskich lub członków polskiego ruchu oporu. Serwański wspomina o rzekomych planach wykorzystania obozu do zamordowania wszystkich Polaków z Kraju Warty, którzy chorowali na gruźlicę.
W kwietniu 1942 roku do obozu wywieziono grupę pensjonariuszy domów starców z Włocławka wraz z ich opiekunami. Kolejnych pensjonariuszy zamordowano w obozie w sierpniu 1942 roku. Polacy byli wywożeni prosto do lasu i tam najprawdopodobniej rozstrzeliwani. W obozie miały zostać rozstrzelane grupy polskiego duchowieństwa, na co wskazywały odnalezione w obozie krzyżyki i medaliki oraz inne artefakty, m.in. krzyż z relikwiarzem. Bednarz wspomina również o transportach do obozu młodzieży z ulicznej obławy we Włocławku oraz chorych ze szpitala w Kochanówce.
W czerwcu tego samego roku do obozu trafiła grupa około 80 dzieci ze zniszczonej wsi Lidice w Protektoracie Czech i Moraw, które uznano za nie nadające się do germanizacji. W obozie zamordowano także dzieci ze spacyfikowanej wsi Ležáky. Oprócz dzieci z Czechosłowacji, więźniowie polscy zeznawali o rzekomym transporcie polskich dzieci z Zamojszczyzny. Według Serwańskiego, w Chełmnie zginęło 11 dzieci polskich z Zamojszczyzny.

### Komanda
Po przyjeździe transportów do Chełmna, Niemcy dokonywali selekcji około 50–60 mężczyzn, których pozostawiano przy życiu jako robotników przymusowych w obozie i zakwaterowano w piwnicach pałacu. Około połowa z nich zmuszona była do pracy jako grabarze w lesie rzuchowskim (Waldkommando), reszta (Hauskommando) pozostawiona była w Chełmnie do pracy przy zbieraniu i sortowaniu przedmiotów pozostawionych przez ofiary oraz wykonywali inne usługi dla członków załogi. Od wiosny 1942 roku pozostawiono również małą grupę rzemieślników, która zajmowała się m.in. naprawą ubrań zrabowanych ofiarom. Po niedługim czasie członkowie komand również byli mordowani, a na ich miejsce wybierano kolejną grupę. Grabarze codziennie rano byli dowożeni do lasu rzuchowskiego samochodami lub autobusem. W celu zapobiegania ucieczkom, więźniowie pracujący jako grabarze mieli nogi skute łańcuchami. Praca przy sortowaniu, przerabianiu i naprawianiu odzieży i butów pozostawionych przez ofiary została podjęta dopiero wiosną 1942 roku, wcześniej rzeczy te składowane były na terenie obozowy, m.in. w spichlerzu i wokół niego, na skarpie za pałacem i w pobliskim kościele. Wiosną 1942 roku na terenie obozu uruchomiono warsztaty rzemieślnicze, które zajmowały się naprawianiem odzieży oraz szyciem mundurów dla niemieckich dygnitarzy. Nie wiadomo co stało się z robotnikami po likwidacji obozu w kwietniu 1943 roku. 
Po reaktywacji obozu wiosną 1944 roku, SS-mani wybierali z transportów z getta łódzkiego silnych mężczyzn. Więźniowie brali udział m.in. w budowie krematoriów w lesie rzuchowskim oraz odgruzowywaniu terenu. Komando podzielono na trzy grupy: Waldkommando (obsługa krematoriów), Hauskommando (utrzymanie porządku w Chełmnie) i Handwerker (rzemieślnicy). Warsztaty rzemieślnicze urządzono na piętrze spichlerza, pozostali robotnicy nocowali na parterze. Waldkommando codziennie rano przewożone było na teren obozu leśnego. Grupa więźniów była uzupełniana wraz z rozpoczęciem deportacji z getta łódzkiego latem tego samego roku. Więźniowie zajmowali się sortowaniem przedmiotów pozostawionych przez ofiary, naprawą i przeróbką ubrań oraz innymi pracami porządkowymi. Według wspomnień Szymona Srebrnika jako więzień zajmował się m.in. wyrywaniem lub sortowaniem złotych zębów ofiar. Sortowanie ubrań i bagaży odbywało się w specjalnym baraku. Więźniowie pracowali ze skutymi nogami, byli również zmuszani do uczestnictwa w „zabawach” organizowanych przez załogę obozu, szczególnie okrutni mieli być Johann Runge i Gustav Laabs. Żydzi zmuszani byli do wyczerpujących „ćwiczeń gimnastycznych”, byli również bici i torturowani przez personel obozu. Codziennością były także egzekucje. Najgorzej traktowani mieli być grabarze, według wspomnień Srebrnika, codziennie do pracy w lesie wyruszało 50 Żydów, z powodu brutalności załogi wracało ich około 30. Jesienią 1944 roku w obozie przebywało około 80–90 więźniów, ich liczba stopniowo się jednak zmniejszała na skutek brutalności i egzekucji. Pod koniec funkcjonowania obozu na miejscu pozostało 47 Żydów – 27 z Hauskommando i 20 rzemieślników. Ostatni robotnicy zginęli w nocy likwidacji obozu, przeżyło jedynie dwóch. 
Jeśli danego dnia do obozu nie przybywały transporty, więźniowie zmuszani byli do prac porządkowych i napraw na terenie majątku, wykorzystywano ich również do wybrukowania drogi od ulicy do pałacu. Nadzorcą Waldkommando był Lenz, natomiast Hauskommando – Häfele.
Według powojennych zeznań żydowskim robotnikom groziła śmierć za każde przewinienie. Zazwyczaj mieli być oni rozstrzeliwani w pobliżu pieców krematoryjnych, bywały jednak także przypadki spychania ich do palących się pieców lub zabijania ich siekierami.

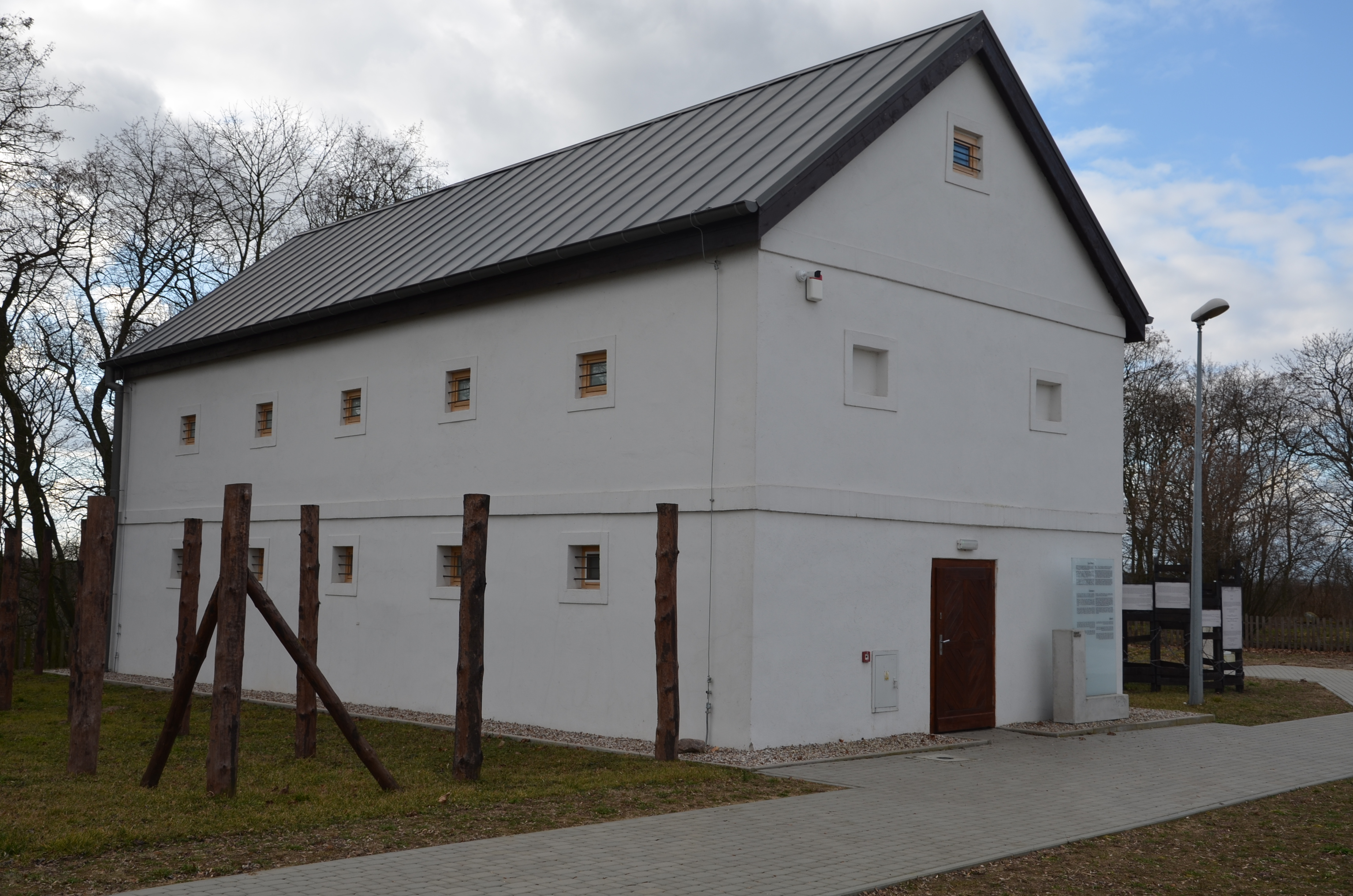
Spichlerz z XIX wieku
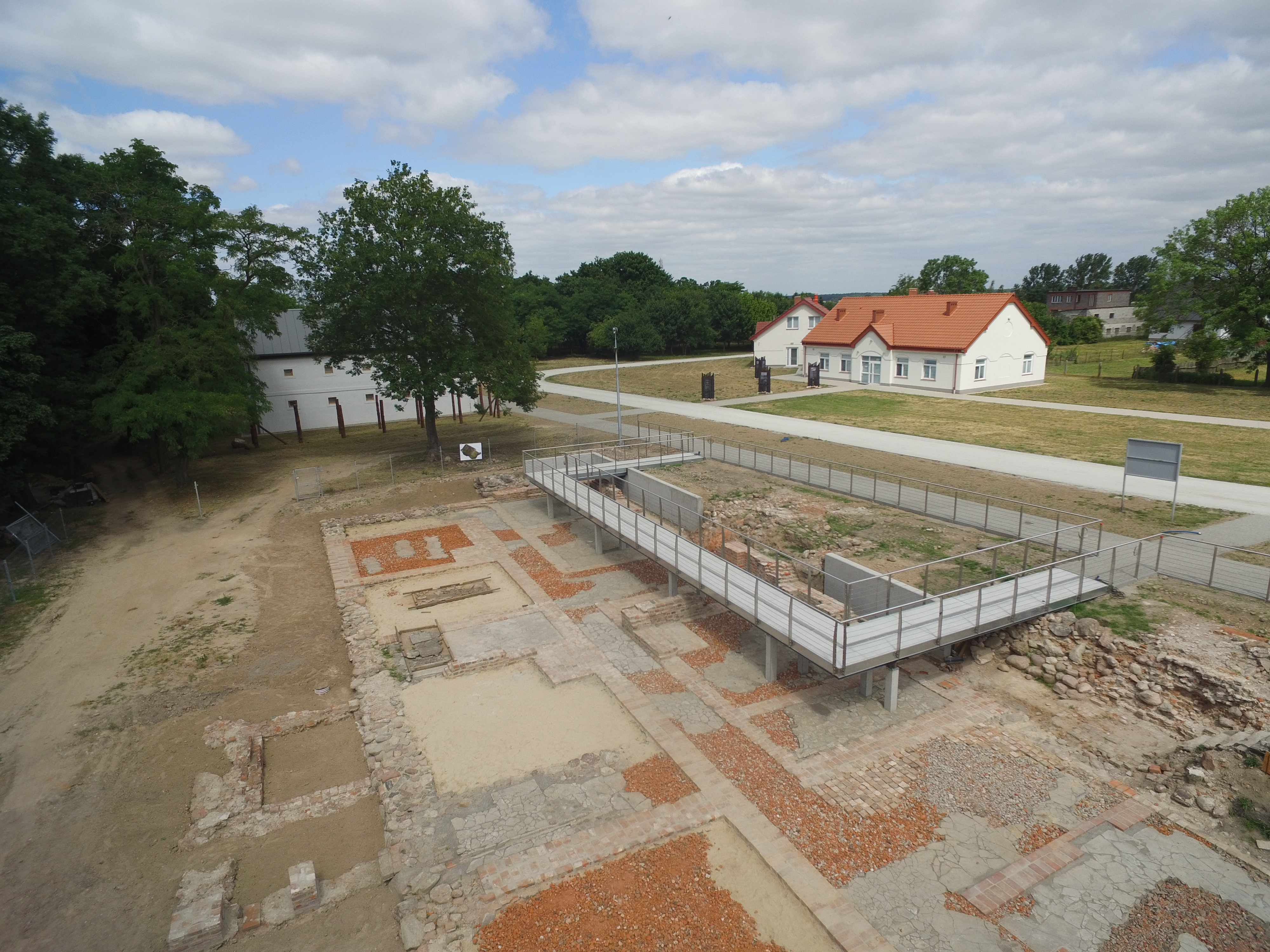
Ruiny pałacu

### Ucieczki
Prawdopodobnie pierwsze ucieczki z obozu miały miejsce już w grudniu 1941 roku, wówczas z obozu miało uciec dwóch lub trzech mężczyzn, którzy dotarli następnie do getta wiejskiego w Czachulcu. Według zeznań świadków z obozu miały również uciec grupy kilkunastu męzczyzn, opisywano również dwa przypadki ucieczki kobiet. Ucieczki potwierdzają zachowane listy gończe, nieznane są jednak personalia większości osób, które uciekły z obozu. 
Znany jest również przypadek próby ucieczki jednego z więźniów w końcowym okresie funkcjonowania obozu. Jeden z członków komanda zajmującego się paleniem zwłok w lesie rzuchowskim, Finkelstein, uciekł z obozu i przekroczył rzekę Ner, podczas ucieczki miała go jednak zauważyć jedna z mieszkanek okolicznych wsi, Maria Twardowska. Pościg za uciekającym więźniem podjęło trzech Polaków: Adam Ludwicki, Roman Tomaszewski i Henryk Banaszewski, złapali oni uciekającego i przekazali go Niemcom. Więzień został następnie zastrzelony przez żandarma o nazwisku Sliwke. Inny więzień, Goldberg, został zauważony przez Polaka u którego przebywał akurat jeden z członków załogi obozu, Burmeister. Polak obiecał Żydowi pomoc w przedostaniu się przez rzekę, w rzeczywistości jednak zadenuncjował go, a Burmeister osobiście zastrzelił uciekiniera. Kolejne próby ucieczek w swoich wspomnieniach opisuje Szymon Srebrnik. 
Z imienia i nazwiska znanych jest 5 mężczyzn, którzy uciekli z obozu w pierwszym okresie jego funkcjonowania: Abraham Rój, Szlama Ber Winer, Mordechaj Podchlebnik, Icchak Justman oraz Jerachmiel Widawski.
Likwidację obozu w 1945 roku przeżyło kolejnych dwóch mężczyzn: Szymon Srebrnik i Mordechaj Żurawski.

### Rabunek
Na mocy decyzji Arthura Greisera, cywilna niemiecka administracja getta łódzkiego miała prawo do konfiskowania własności Żydów zamordowanych w obozie w Chełmnie. W związku z tym Hans Biebow wielokrotnie wizytował obóz w celu dopilnowania, aby dobytek ten trafił do kierowanej przez niego organizacji. Część przedmiotów była jednak zagrabiana przez członków załogi obozu. 
Po przybyciu ofiar do obozu, komando złożone z żydowskich robotników pod nadzorem Kurta Möbiusa przenosiło przedmioty ofiar do Kościoła Narodzenia Najświętszej Maryi Panny w Chełmnie nad Nerem, gdzie były składowane. Następnie na terenie obozu przedmioty były sortowane, a robotników zmuszano do przeszukiwania ich w poszukiwaniu ukrytych kosztowności. Operacją kierował Albert Meyer, urzędnik administracji gettowej. Władze getta łódzkiego wyrażały jednak niezadowolenie w związku z niską wydajnością grabieży na terenie Chełmna, w związku z czym specjalny obóz przeznaczony do sortowania i przeszukiwania rzeczy osobistych ofiar utworzono w Pabianicach. Ubrania nadające się do dalszego użytku były naprawiane i przekazywane m.in. Niemieckiej Pomocy Zimowej.

## Komory gazowe

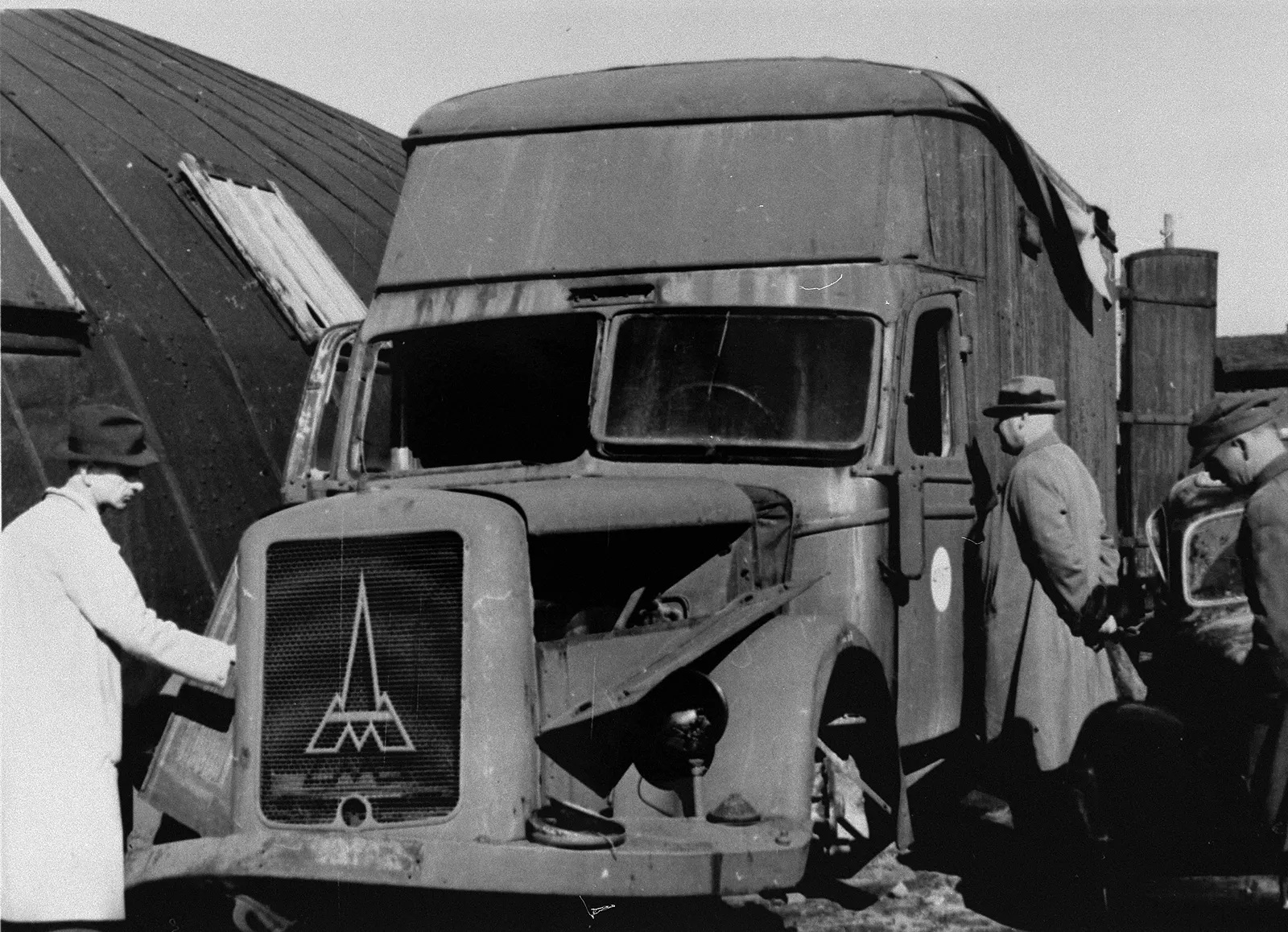
Jeden z samochodów-ciężarówek marki Magirus-Deutz odnaleziony w Kole w 1945 roku. Podobne samochody przystosowano do gazowania więźniów spalinami.

W pierwszym okresie działalności obozu stosowano dwa typy ciężarówek, nazywanych „Sonderwagen”, – o długości 5,8 m i 4,5 m, obydwie o szerokości 2,5 m i wysokości 1,7 m. Większa mieściła 130–150 osób, mniejsza 80–100. Ciężarówki dostarczono na przełomie listopada i grudnia 1941, pierwsza egzekucja miała miejsce na początku grudnia. Początkowo przerabiano ciężarówki wyprodukowane przez firmy Dodge, Mercedes i Saurer, natomiast w 1942 firma Gaubschat Fahrzeugwerke GmbH (Willi Walter Strasse 32–38; obecnie Karl-Marx-Straße 259/263, Berlin-Neukölln) dostarczyła ok. 30 ciężarówek z komorami gazowymi. Inne źródła wskazują także na przerabianie w tym celu ciężarówek marki Renault.
W drugim okresie działalności w Chełmnie wykorzystywano dwie ciężarówki, jedną prawdopodobnie na podwoziu samochodu Opel Blitz, a drugą na podwoziu Saurer. W obozie była jeszcze jedna ciężarówka o podobnej budowie, nie wykorzystywano jej jednak jako komory gazowej, gdyż służyła do dezynfekcji odzieży. Według różnych relacji, mniejsza ciężarówka mogła pomieścić od 70 do 120 osób, a większa od 110 do 170. Samochód wykorzystywany do dezynfekcji odzieży został prawdopodobnie odnaleziony w 1945 roku w Kole.
Kierowcami komór gazowych byli m.in. Gustav Laabs, Oskar Hering, Walter Burmeister oraz Erwin Bürstinger.
Sonderkommando nie posiadało własnego warsztatu, w związku z czym ciężarówki w przypadku usterek naprawiane były w Kole, gdzie personel obsługujący je składał się niemal wyłącznie z Polaków. W powojennych śledztwach polscy mechanicy sporządzili dla śledczych szkice rury wydechowej oraz jej wylotu do wnętrza pojazdu. Nie ustalono, czy do zatruwania ofiar używane były wyłącznie spaliny, czy też do paliwa dodawane był jakieś inne substancje. Szofer SS-mana, dr Ralfa Königa, Grabowski, zeznał po wojnie, że użył do samochodu benzyny pożyczonej od załogi obozu, kiedy przebywając w garażu włączył silnik, miał prawie stracić przytomność. Pracodawca zakazał mu następnie włączać silnik w pomieszczaniach, jeśli benzyna pochodziła od Sonderkommando w Chełmnie. O podobnym efekcie włączania silnika w zamkniętych pomieszczeniach opowiadał również jeden z mechaników naprawiających ciężarówki.

## Wiedza o działalności obozu
Wszyscy członkowie załogi obozu byli zmuszeni do podpisania zobowiązania, według którego musieli zachować milczenie w sprawie funkcjonowania obozu, mimo to informacje na obozu szybko rozprzestrzeniły się wśród miejscowej ludności. Spowodowane to mogło być m.in. tym, że członkowie załogi obozu często odwiedzali okoliczne wsie oraz miasto Koło, gdzie wielokrotnie upijali się oraz rozmawiali z mieszkańcami na temat obozu i jego przeznaczenia, jawnie ignorując zobowiązanie do milczenia.
Już w pierwszych dniach funkcjonowania obozu do społeczności żydowskich na wschodzie Kraju Warty docierały informacje o wydarzeniach w Chełmnie, pozbawione były one jednak szczegółów. Poszczególne gminy żydowskie wysyłały specjalnych posłańców, którzy mieli uzyskać informacje na temat tego, co działo się z wysiedlonymi Żydami, przekazywali oni z powrotem informacje o „pałacu chełmińskm”, z którego Żydzi „już nie wychodzą”. Do takich gońców należeli m.in. Gołda Tabaczyńska, która w lutym 1942 roku dotarła do Warszawy i dostarczała informacje Herszowi Wasserowi z grupy Oneg Szabat oraz Lajwe Wołkowicz z Dąbia, który 11 grudnia 1941 roku został wysłany do zlikwidowanego getta w Kole w celu uzyskania informacji na temat losu tamtejszych Żydów. Przedostał się on następnie do Grabowa, gdzie spotkał uciekinierów z Chełmna. Następnie dotarł do Warszawy i również złożył relację w Archiwum Ringelbluma. Relację grupie Oneg Szabat zdał także Uszer Taube, uciekinier z getta w Kłodawie.
Pierwsze informacje dotyczące funkcjonowania obozu zaczęły docierać do Warszawy w styczniu 1942 roku. Informacje docierały w zaszyfrowanych listach pożegnalnych, które Żydzi wysyłali do członków swoich rodzin i znajomych przebywających w Warszawie. Część z listów trafiła do grupy Oneg Szabat, a następnie odpisy przekazywano do ZWZ-AK lub Delegatury Rządu na Kraj. Znane są m.in. listy Róży Kapłan z Krośniewic, wysłane m.in. do jej męża oraz innego znajomego, dr Izraela Milejkowskiego. W listach przekazywała ona zaszyfrowane informacje o mordowaniu Żydów z Kraju Warty w obozie oraz prosiła ich o upublicznienie tych informacji, m.in. o zaalarmowanie Adama Czerniakowa, przewodniczącego Judenratu. Odpisy listów trafiły następnie do ZWZ-AK oraz Wojskowego Biura Historycznego. Mimo uzyskanych informacji, Biuro Informacji i Propagandy ZWZ uznało, że wymagają one zweryfikowania. W polskiej konspiracji krążyły również własne informacje dotyczące wywózki Żydów do „getta w Chełmnie”. Okręg Łódź ZWZ był w posiadaniu pierwszych informacji na temat obozu już pod koniec stycznia 1942 roku, w raportach opisano wymordowanie w lasach koło Dąbia około 3000 Żydów i 2000 Cyganów. 28 stycznia w raporcie pisano o wymordowaniu 1000 Żydów z Koła, 400 z powiatu tureckiego, kolejnych 2000 Cyganów oraz 1000 Żydów z Dąbia. Raport dotarł do Warszawy 6 lutego. 16 lutego 1942 roku pierwsze notatki o Chełmnie zamieszczono w wewnętrznym piśmie ZWZ „Informacja bieżąca”, pisano tam o masowych mordach Żydów w Chełmnie, do których wykorzystano komory gazowe umieszczone jakoby w piwnicy pałacu. Do publicznej wiadomości informacje o mordach we wschodnim Kraju Warty podano 19 lutego 1942 roku na łamach „Biuletynu Informacyjnego”, gdzie pojawiła się lakoniczna informacja o rozstrzeliwaniu i gazowaniu Żydów z Izbicy, Koła, Dąbia, Zagórowa, Turku i Kłodawie. Informacje o mordach w Chełmnie drukowała również konspiracyjna prasa żydowska, m.in. pisma Ha-Szomer Ha-Cair oraz Bundu. 4 marca 1942 roku informacje o mordach w Chełmnie trafiły do biuletynu agencyjnego „Ajencja Prasowa”. Opisano tam wymordowanie prawie 10 tysięcy Żydów oraz 2 tysięcy Cyganów w obozie.
Według relacji świadków, więźniowie komand roboczych z Chełmna podejmowali wielokrotnie próby przekazywania informacji na temat obozu na zewnątrz, o czym świadczą m.in. notatki ukryte w różnych miejscach na terenie lasu. Po ucieczce z obozu, Szlama Ber Winer przekazał swoje świadectwo grupie Oneg Szabat w getcie warszawskim było publikowane w żydowskiej prasie podziemnej. Przed 23 marca 1942 roku kopię raportu i relacji Winera przekazano także polskiej konspiracji, a następnie przesłano do rządu RP na uchodźstwie. Następnie, Ignacy Schwarzbart przekazał kopie raportu przywódcom żydowskim z całego świata. Relacja złożona przez Winera jest pierwszym znanym pisemnym świadectwem uciekiniera z obozu zagłady. Winer i Podchlebnik opowiedzieli również o działalności obozu rabinowi Jakubowi Szulmanowi z Grabowa. 19 stycznia 1942 roku, po uzyskaniu od Winera informacji na temat obozu, Szulman napisał list, w którym ostrzegał o niebezpieczeństwie jego szwagra, przebywającego w getcie łódzkim, dokładne losy listu nie są znane, nie jest również wiadome czy dotarł do adresata. Według powojennej relacji list znalazł się w rękach działacza syjonistycznego Israela Tabaksblata. Według Nachmana Blumentala kopia listu została po wojnie dostarczona do Centralnej Żydowskiej Komisji Historycznej. Dwa dni później Szulman sporządził kolejny list, który przesłał do krewnych przebywających w getcie warszawskim, zawarł w nim swoją reakcję na spotkanie z Podchlebnikiem, który dotarł tego samego dnia do Grabowa i potwierdził opowieść Winera. Szulman nie próbował zaszyfrować listu, najprawdopodobniej dał go Winerowi, który zabrał go ze sobą do Warszawy. Informacje z Grabowa wkrótce później dotarły także do innych społeczności żydowskich. Kolejnym rabinem, który próbował informować Żydów o dokonywanych w Chełmnie morderstwach był Jehoszua Mosze Aaronson z Sannik, który prawdopodobnie spotkał się z Podchlebnikiem podczas jego ucieczki. Aaronson zebrał w tym celu potwierdzenia od innych osób, stworzył listę miejscowości z których wywieziono Żydów, a następnie przekazywał informacje dalej przez szefów Judenratów w Sannikach, Gąbinie i Gostyninie. Według własnej relacji miał także próbować dotrzeć z informacjami do Mojżesza Merina.
2 lub 3 lutego 1942 roku w Chełmnie zastrzelony przez Niemców został przedwojenny sekretarz gminy Chełmno – Stanisław Kaszyński, który próbował poinformować listownie Międzynarodowy Czerwony Krzyż oraz szwajcarskich dyplomatów o działalności obozu.
W 1942 roku informacje na temat działalności obozu zaczęły być publikowane na łamach polskiej prasy podziemnej, m.in. w pismach „Barykada Wolności”. W czerwcu 1942 roku pierwsze informacje dotyczące obozu opublikowały również czasopisma zachodnie, m.in. „The Daily Telegraph”, „Evening Standard”, „Daily Mail” czy „The Times”.
Według powojennych zeznań niektórych świadków, latem 1942 roku obóz miała odwiedzić komisja złożona z 5 lub 6 funkcjonariuszy Gestapo z Berlina. Komisja przybyła wcześniej niż planowano, została jednak uroczyście przyjęta. Po terenie obozu komisję oprowadzał zastępca Bothmanna, prawdopodobnie wykonali także fotografie i otrzymali bliżej nieokreślone dokumenty dotyczące działalności obozu. Około dwie godziny po odjechaniu komisji z obozu, do Chełmna przybyła kolejna grupa funkcjonariuszy Gestapo, będąca faktycznie oczekiwaną komisją. Natychmiast rozpoczęto wówczas poszukiwania pierwszej „komisji”, według niektórych relacji fałszywi funkcjonariusze udali się do Koła, gdzie porzucili samochód. Po wizycie fałszywej komisji w obozie podwojone zostały straże, a w następnych dniach policja w Kole zatrzymywała na ulicach przechodniów, próbując odnaleźć poszukiwanych. Według Andrzeja Miszczaka, jakiś czas później do obozu dotarła kartka pocztowa, podpisana jakoby przez członków wywiadu brytyjskiego. Później miał także słyszeć od członków załogi, że fałszywa komisja miała zostać zatrzymana na „granicy tureckiej”. Prawdopodobnie nie byli to jednak członkowie wywiadu brytyjskiego, ale żołnierze polskiej konspiracji.
9 stycznia 1945 roku grupa 13 spośród ostatnich więźniów przebywających w obozie napisała testament, który został następnie ukryty na terenie obozu. Dokument został napisany po polsku, a po likwidacji obozu został przez jednego z okolicznych mieszkańców przekazany żołnierzom Armii Czerwonej, dzięki czemu trafił do sztabu 1 Frontu Białoruskiego. Następnie został przesłany do Żydowskiego Komitetu Antyfaszystowskiego.
O działalności obozu wiedział Heinz May, od stycznia 1940 roku pełniący funkcję nadleśniczego w Nadleśnictwie Koło, do którego należał las rzuchowski. Na szoku, którego doznał po wizycie w obozie latem 1942 roku, zrezygnował z członkostwa w SS. W lutym 1945 roku spisał pamiętnik, w którym poświęcił rozdział na opisanie funkcjonowania obozu. Pamiętnik w nieznanych okolicznościach trafił do Polskiej Misji Wojskowej, Władysław Czechowski przesłał następnie kopię pamiętnika do Polskiej Misji Badania Zbrodni Wojennych, a oryginał do Głównej Komisji Badania Zbrodni Niemieckich w Polsce.

## Dzieje powojenne

### Losy uciekinierów
Spośród uciekinierów z obozu wojnę przeżyli: Abraham Rój, Mordechaj Podchlebnik, Icchak Justman oraz Jerachmiel Widawski. Wkroczenia Armii Czerwonej doczekali również Szymon Srebrnik i Mordechaj Żurawski. Szlama Ber Winer zginął w kwietniu 1942 roku w obozie zagłady w Bełżcu.
Podchlebnik był po wojnie jednym z najważniejszych świadków podczas śledztw dotyczących funkcjonowania obozu, zeznawał m.in. podczas procesu Eichmanna oraz procesu załogi obozu w Bonn w 1963 roku.
W lutym 1942 roku przez 16 dni w obozie miał być osadzony Jan Oliskiewicz, aresztowany przez Gestapo w związku ze sprawą Stanisława Kaszyńskiego. Następnie miał zostać zwolniony.

### Losy sprawców
Albert Plate, zastępca komendanta, zginął 4 października 1944 roku. W Jugosławii zginęli także, m.in. Oskar Hering i Josef Peham. 
Herbert Lange zginął w 1945 podczas obrony Berlina. Zastępca Langego, Herbert Otto, zginął podczas powstania praskiego, 6 maja 1945 roku. Johann Runge został ranny i wzięty do niewoli podczas walk o Poznań, miał umrzeć niedługo później. Hans Johann Bothmann popełnił samobójstwo w niewoli brytyjskiej, 4 kwietnia 1946 roku. 
Drugi zastępca komendanta obozu – Walter Piller, został wzięty do niewoli przez Armię Czerwoną 23 lutego 1945 roku. Razem z nim do niewoli dostał się Hermann Gielow – jeden z kierowców mobilnych komór gazowych. Piler został w 1948 roku skazany przez sąd w Łodzi na karę śmierci i stracony 19 stycznia 1949 roku. Gielowa skazano na śmierć 16 maja 1950 roku. Na karę śmierci skazano również jednego ze strażników – Brunona Israela, jednak sąd zamienił ten wyrok na dożywotnie więzienie. Ostatecznie zakład karny opuścił już w grudniu 1958 roku. 
Administrator obozu, Wilhelm Görlich został wzięty do niewoli przez Armię Czerwoną w 1945 roku, 1949 roku został skazany na 25 lat więzienia, został jednak wypuszczony w następnym roku.   
5 lipca 1962 roku w Niemczech zarzuty postawiono 12 członkom załogi obozu. Proces rozpoczął się 26 listopada 1962 roku, a wyroki wydano 30 marca 1963 roku. Wartownicy Walter Bock, Anton Mehring i Alexander Steinke zostali uniewinnieni. Na 13-miesięczne pozbawienie wolności skazano Wilhelma Heukelbacha, Friedricha Maderholza i Wilhelma Schultego. Po odwołaniu się od wyniku zostali następnie uniewinnieni. Pozostali oskarżeni zostali skazani na kary więzienia: Gustav Laabs (15 lat), Walter Burmeister (13 lat), Alois Häfele (15 lat), Kurt Möbius (8 lat), Karl Heinl (7 lat), Ernst Burmeister (3,5 roku). Po apelacji, kary Laabsa i Häfelego skrócono do 13 lat. Sąd uznał, że Laabs nie chciał przebywać w Chełmnie, natomiast Häfele miał przekazywać żydowskim więźniom papierosy. Powtórny proces Ernsta Burmeistera został przerwany ze względu na jego stan zdrowia. Jeden z członków oddziału policji zabezpieczającego obóz, Gustaw Fiedler, został 26 listopada 1965 roku skazany na 13 miesięcy więzienia przez sąd w Kilonii. 
Z polskich robotników, Marian Libelt zginął 16 stycznia 1942 roku, gdy podczas nakłaniania grupy Żydów do wejścia do komory gazowej, został przypadkowo zamknięty wewnątrz samochodu i zagazowany. Pochowano go przy pałacu w Chełmnie, prawdopodobnie jego ciało zostało ekshumowane i wydane rodzinie. Stanisław Szymański został we wrześniu 1942 roku oskarżony o przywłaszczenie sobie biżuterii zrabowanej ofiarom obozu i wywieziony prawdopodobnie do Auschwitz-Birkenau, według innych źródeł został zabity w Chełmnie. Franciszek Piekarski zmarł w Forcie VII w Poznaniu, 29 lipca 1943 roku. Stanisław Polubiński miał zostać zamordowany w 1943 roku w Forcie VII, gdy przyłapano go na próbie przemycenia listu.
Z 8 Polaków pracujących w obozie, wojnę przeżyło 4: Lech Jaskólski, Henryk Maliczak, Henryk Mania i Kajetan Skrzypczyński. Lech Jaskólski po wojnie wyemigrował na południe Francji. Henryk Maliczak zmarł w Polsce, 4 maja 1982 roku. Kajetan Skrzypczyński wyemigrował do Australii, zmarł w domu pomocy społecznej w Sydney, 19 grudnia 1992 roku. Skrzypczyński został 11 listopada 1990 roku odznaczony Srebrnym Krzyżem Zasługi przez prezydenta RP na uchodźstwie Ryszarda Kaczorowskiego. W latach 1962–1964 Milicja Obywatelska w Poznaniu prowadziła dochodzenie w sprawie udziału polskich robotników w działalności obozu. Śledztwo umorzono w 1964 roku. W lipcu 2001 roku sąd w Koninie skazał 78-letniego Henryka Manię na osiem lat pozbawienia wolności za to, że od 8 grudnia 1941 roku do 7 kwietnia 1943 roku w obozie zagłady Kulmhof pomagał Niemcom w eksterminacji ludności. 5 lutego 2002 roku wyrok podtrzymał Sąd Apelacyjny w Poznaniu, a 8 kwietnia 2003 roku Sąd Najwyższy odrzucił kasację i podtrzymał wyroki. Ze względu na stan zdrowia niedługo po osadzeniu opuścił więzienie. Zmarł 13 kwietnia 2020 roku.

### Pierwsze śledztwa
Niedługo po wyzwoleniu obozu informacje na temat działalności obozu zdobywali lokalni historycy, tacy jak Józef Domżał, Stanisław Rubach i Jakub Waldman. Józef Domżał po obejrzeniu terenu obozu napisał opracowanie Piekło Chełmna. Funkcjonowanie obozu badali także radzieccy wojskowi i funkcjonariusze NKWD, m.in. major W. Riabcew oraz generałowie Siergiej Gaładżew i Aleksandr Szczerbakow. 
1 kwietnia 1945 roku do Chełmna przybyła pierwsza komisja zorganizowana przed władze lokalne. Komisja składała się z członków władz powiatu tureckiego: przewodniczącego PRN, Jana Legutko, starosty Tadeusza Kruszyńskiego oraz pracownika starostwa, Jakuba Waldmana. Prawdopodbnie ten ostatni był inicjatorem wizyty w Chełmnie komisji, nazywanej czasem od jego nazwiska „komisją Waldmana”. Podczas wizyty w Chełmnie komisja przeprowadziła rozmowy z okolicznymi mieszkańcami, w których rolę reprezentanta przyjął Andrzej Miszczak, którego gospodarstwo sąsiadowało z obozem i u którego po likwidacji ukrywał się Szymon Srebrnik, a następnie mieszkał u niego wraz z Mordechajem Żurawskim. Komisja porzesłuchała również Miszczaka, Srebrnika i Zygmunta Kaszyńskiego, syna Stanisława. Waldman sporządził 7 protokołów oraz wykonał dokumentację fotograficzną, które przekazał następnie do Centralnej Żydowskiej Komisji Historycznej w Łodzi.
Dokumentację zbierała także Centralna Żydowska Komisja Historyczna pod kierownictwem Filipa Friedmana. Na terenie Chełmna otwarto posterunek Milicji Obywatelskiej, powstała także grupa samoobrony „Pomoc Milicji”, do których zadań należała m.in. ochrona terenu obozu i likwidacja grup złodziei działających na jego terenie.
26 maja 1945 roku na teren obozu przybyła delegacja Głównej Komisji Badania Zbrodni Niemieckich w Polsce pod przewodnictwem Zofii Nałkowskiej, w celu przeprowadzenia wizji lokalnej. W delegacji brało udział 14 osób: Zofia Nałkowska, Wacław Barcikowski, Filip Friedman, Józef Kermisz, Nachman Blumental, Nachman Zonabend, Jakub Waldman, Władysław Bednarz, Julian Leszczyński, Stefan Kurowski, Stanisław Batawia, Flora Bieńkowska, Stanisław Krzyżewski i Beregerowa. Komisja odwiedziła Poddębice, Uniejów i Dąbie, gdzie badano miejsca dawnych gett oraz miejsca przetrzymywania Żydów przez wywózką do obozu. W Chełmnie do członków delegacji dołączyli przedstawiciele miejscowych władz, wymiaru sprawiedliwości, MO i UB oraz Armii Czerwonej, byli to: Jan Legutko, Tadeusz Kruszyński, Adam Dobrzyński, Karol Zwoliński, Stanisław Pawłowski, Borowin, Jan Oliskiewicz i Artur Zieliński oraz dwaj nie wymienieni z nazwiska oficerowie radzieccy. Przewodnikami komisji po terenie poobozowym byli Mordechaj Podchlebnik i Mordechaj Żurawski, a w Chełmnie także Andrzej Miszczak. Całe gremium otrzymało nazwę „Komisji dla badania zbrodni hitlerowskich w Chełmnie”, było to jednak jego jedyne spotkanie. Pojawienie się i działalność komisji spotkała się początkowo z małym zainteresowaniem ze strony mieszkańców.
5 czerwca 1945 roku na zebraniu Wojewódzkiej Komisji Badania Zbrodni Niemieckich w Łodzi ustalono, że śledztwo w sprawie działalności obozu poprowadzi sędzia Władysław Bednarz i prokurator Julian Leszczyński. Na przełomie czerwca i lipca 1945 roku na terenie Lasu Rzuchowskiego dokonano pierwszych ekshumacji. Od lutego 1946 roku dochodzeniem kierowała asesor Sabina Krzyżanowska, a 29 marca 1947 roku śledztwo zostało zawieszone.
Efektem śledztwa była częściowa eksploracja jednej z jam śmietniskowych w pobliżu spichlerza, w której zakopywane były przedmioty należące do ofiar. W 1945 roku na terenie lasu rzuchowskiego przeprowadzono również ekshumację i częściową identyfikację szczątków 56 Polaków – -zakładników zamordowanych na terenie lasu rzuchowskiego 15 listopada 1939 roku. Przeprowadzono również wizje lokalne w Chełmnie, Kole, Powierciu i Zawadce, poza tym przesłuchano kilkaset osób i zgromadzono pokaźny materiał dowodowy, na podstawie którego w 1946 roku Władysław Bednarz opublikował publikację Obóz straceń w Chełmnie nad Nerem.

### Tereny obozowe, pomnik i muzeum
Pierwszy pomysł upamiętnienia ofiar obozu pojawił się już w 1945 roku, przeprowadzono wówczas zbiórkę na wzniesienie w lesie rzuchowskim pomnika, do budowy jednak nie doszło.
W 1951 roku Rada Ochrony Pamięci Walk i Męczeństwa wyszła z propozycja usypania w lesie rzuchowskim kopca upamiętniającego ofiaru, pomysł nie został zrealizowany. Rok później na terenie lasu kobiety z Lidic zasadziły 80 krzewów różanych, upamiętniających zamordowane w obozie czeskie dzieci. Na terenie obozu ustawiono także prowizoryczne, drewniane tablice informacyjne.  
W latach 1961–1962 uporządkowano teren lasu rzuchowskiego, wytyczono także betonowe ścieżki oraz oznaczono masowe mogiły niskimi murkami, oznaczenia mogił nie były jednak w całości prawidłowe. Podczas tych prac zniszczono relikty budynków wzniesionych przez Niemców na terenie obozu. 27 września 1964 roku na terenie lasu odsłonięto Pomnik Ofiar Faszyzmu autorstwa Jerzego Buszkiewicza i Józefa Stasińskiego. Przy jednej z mogił ustawiono również kamień z tablicą informującą o domniemanym miejscu pochowanych tam ofiar, w podobny sposób upamiętniono zamordowane w obozie dzieci. Wymurowano również symboliczny obrys krematorium, przy którym wystawiono kolejny kamień z tablicą.
Na terenie dawnego majątku przez kilka lat po wojnie działało boisko do piłki nożnej, w połowie lat 50. XX wieku teren został przekazany Gminnej Spółdzielnii „Samopomoc Chłopska”, co skutkowało degradacją i deprecjacją terenu jako potencjalne miejsce pamięci. Na terenie dawnego pałacu funkcjonowały śmietniki i szalety, wybudowano również szereg baraków i przebudowano spichlerz, którzy przekształcono następnie w magazyn. Część terenu została także wybetenowana. W 1957 roku na terenie dawnego majątku, staraniem gmin żydowskich z Włocławka i Łodzi, powstał pierwszy pomnik, upamiętniający miejsce po byłym obozie.
W 1987 roku powstało Muzeum byłego Obozu Zagłady w Chełmnie nad Nerem, będące oddziałem Muzeum Okręgowego w Koninie. Inicjatorką powstania placówki była Łucja Pawlicka-Nowak. Uroczyste otwarcie muzeum miało miejsce 17 czerwca 1990 roku. Od 1 lipca 2013 roku muzeum jest oddziałem Muzeum Martyrologicznego w Żabikowie.

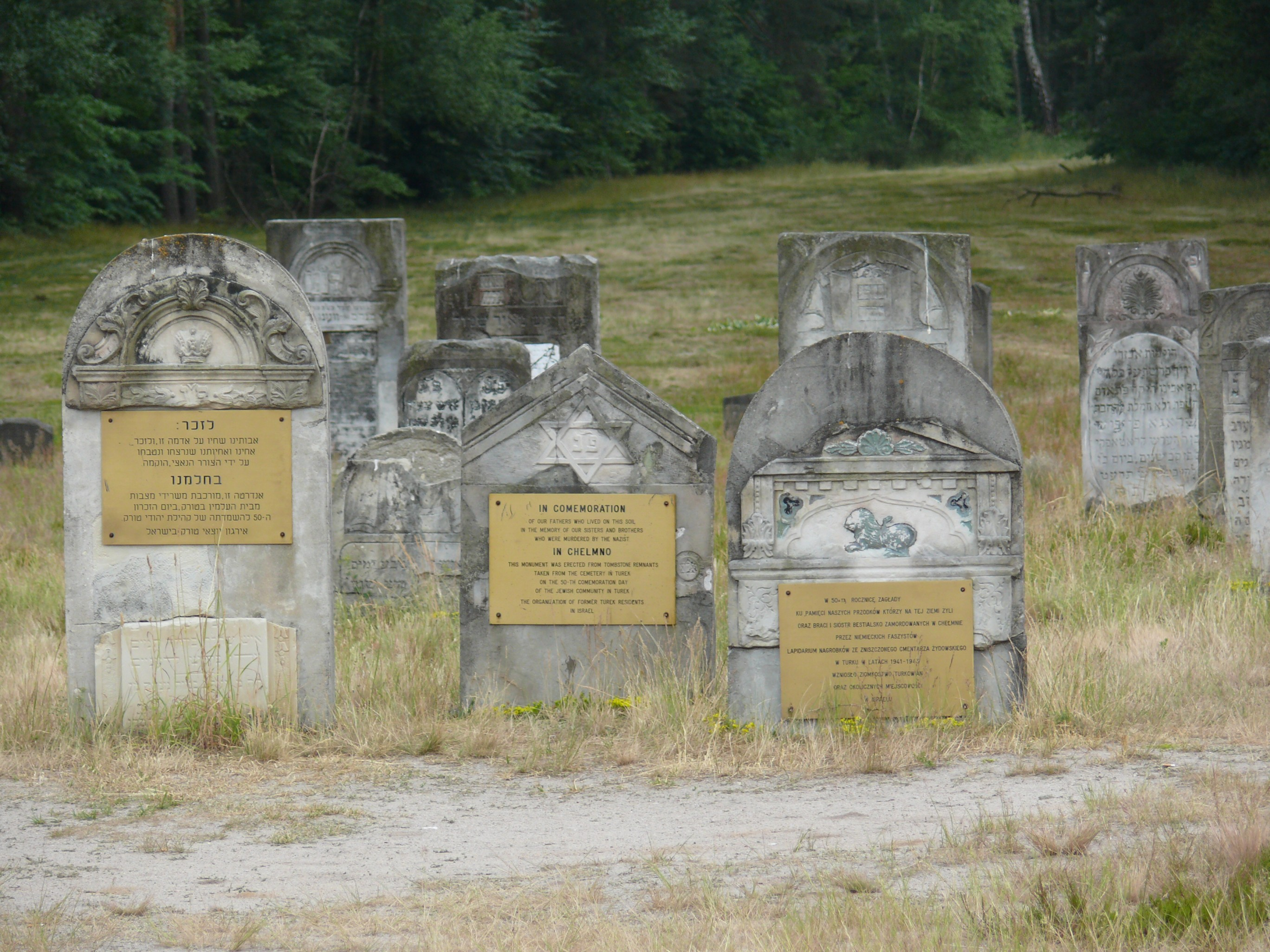
Lapidarium żydowskich nagrobków
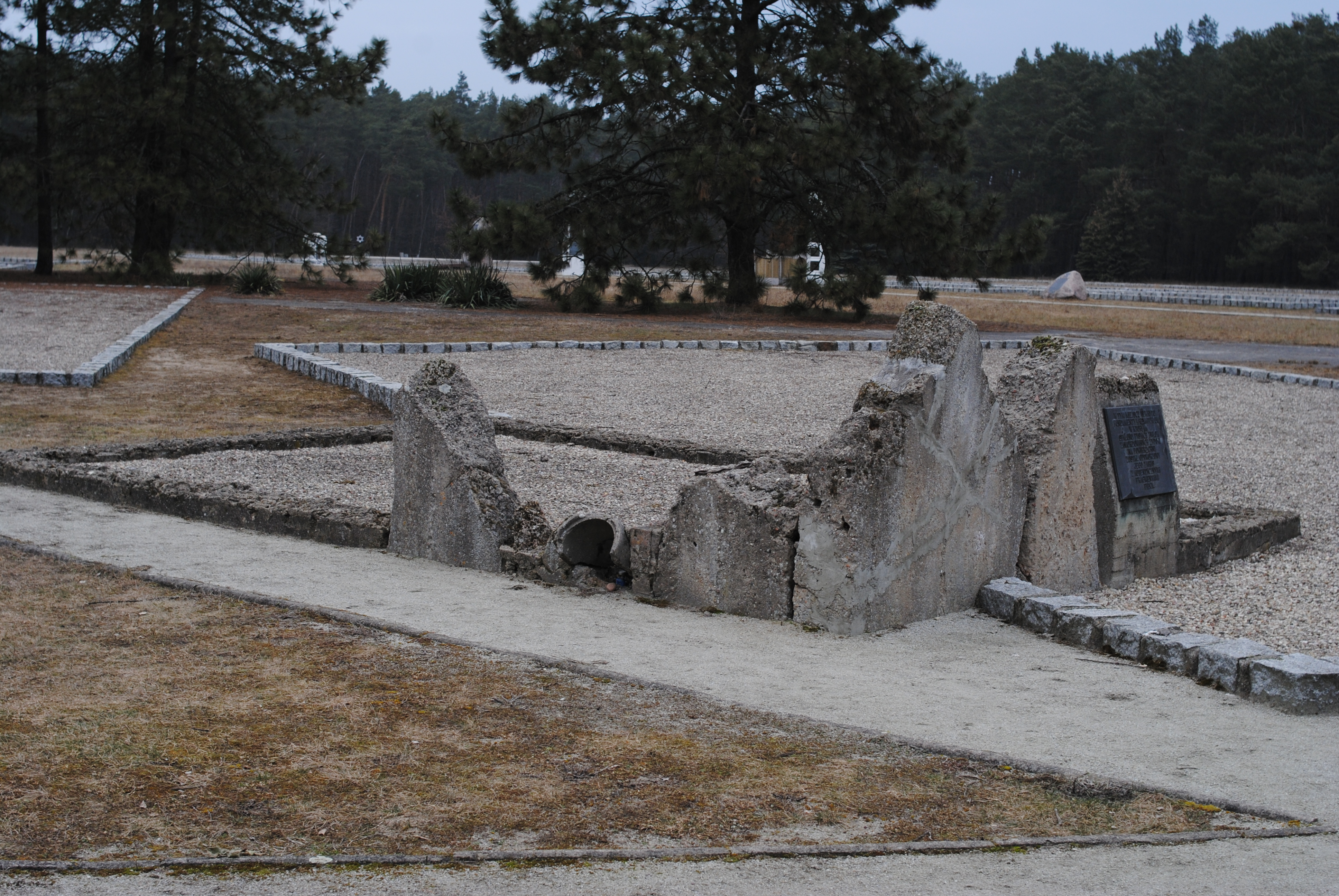
Pozostałości krematorium
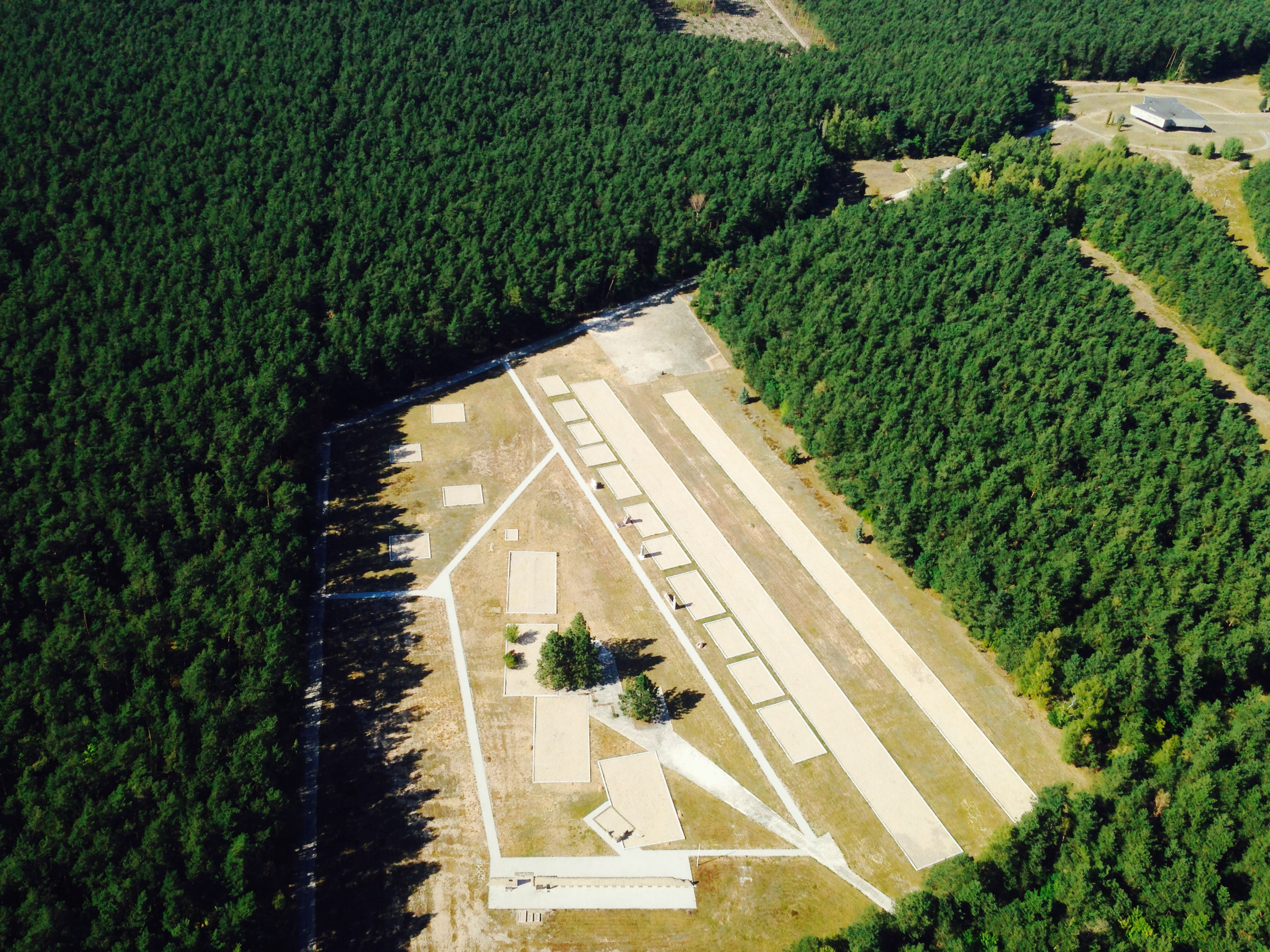
Widok z drona na miejsce pamięci w Lesie Rzuchowskim
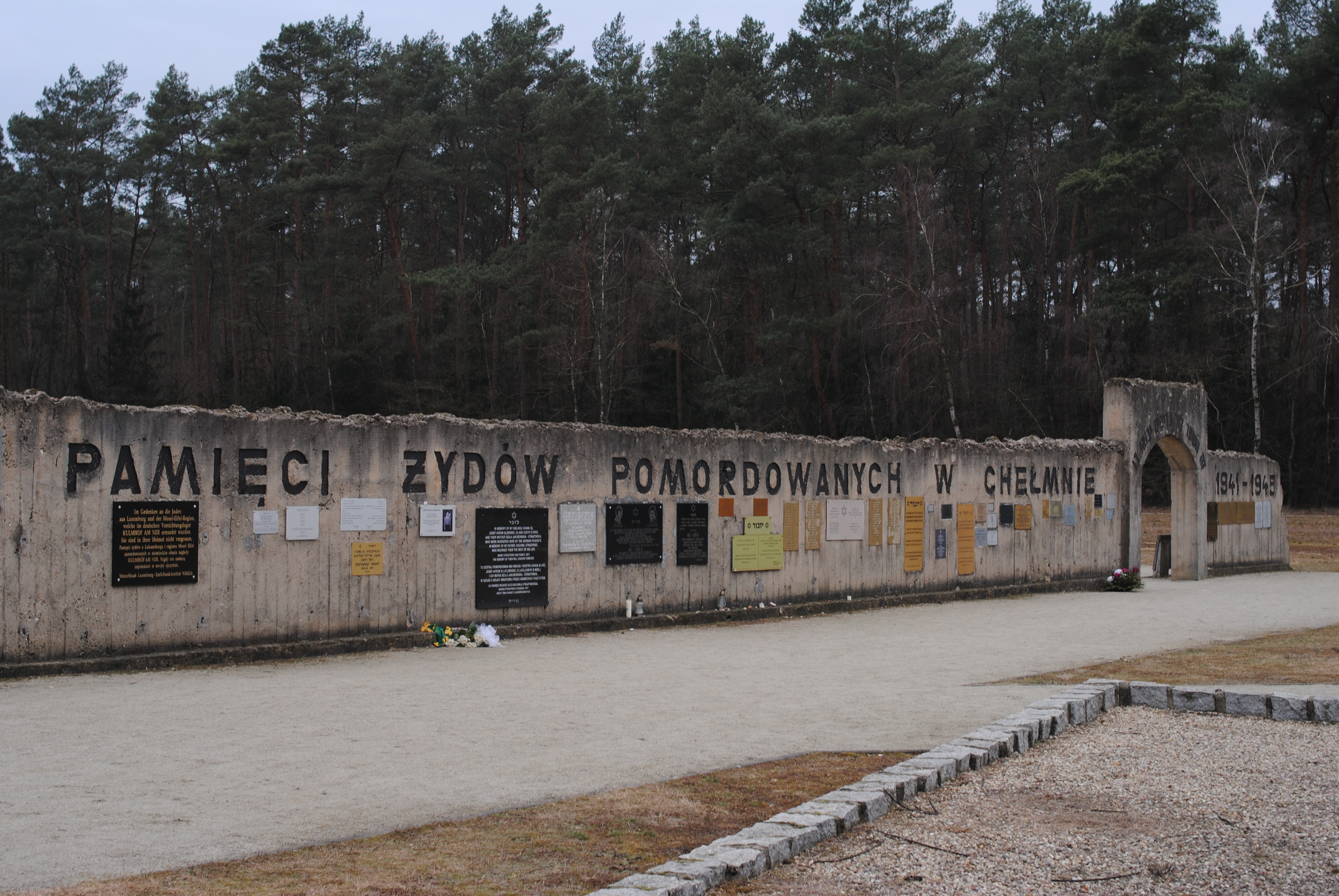
Ściana pamięci w Lesie Rzuchowskim
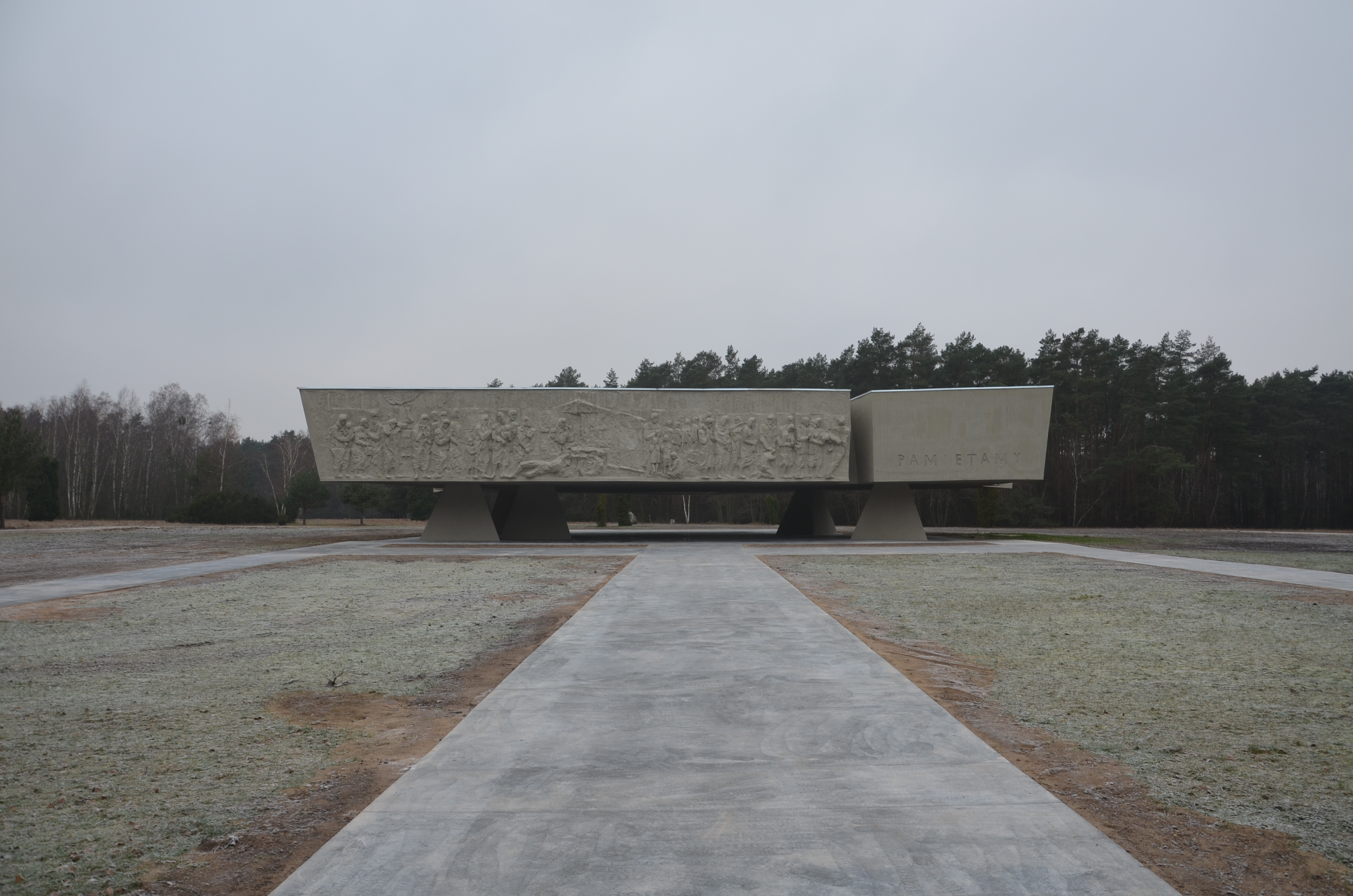
Pomnik Ofiar Faszyzmu w Lesie Rzuchowskim
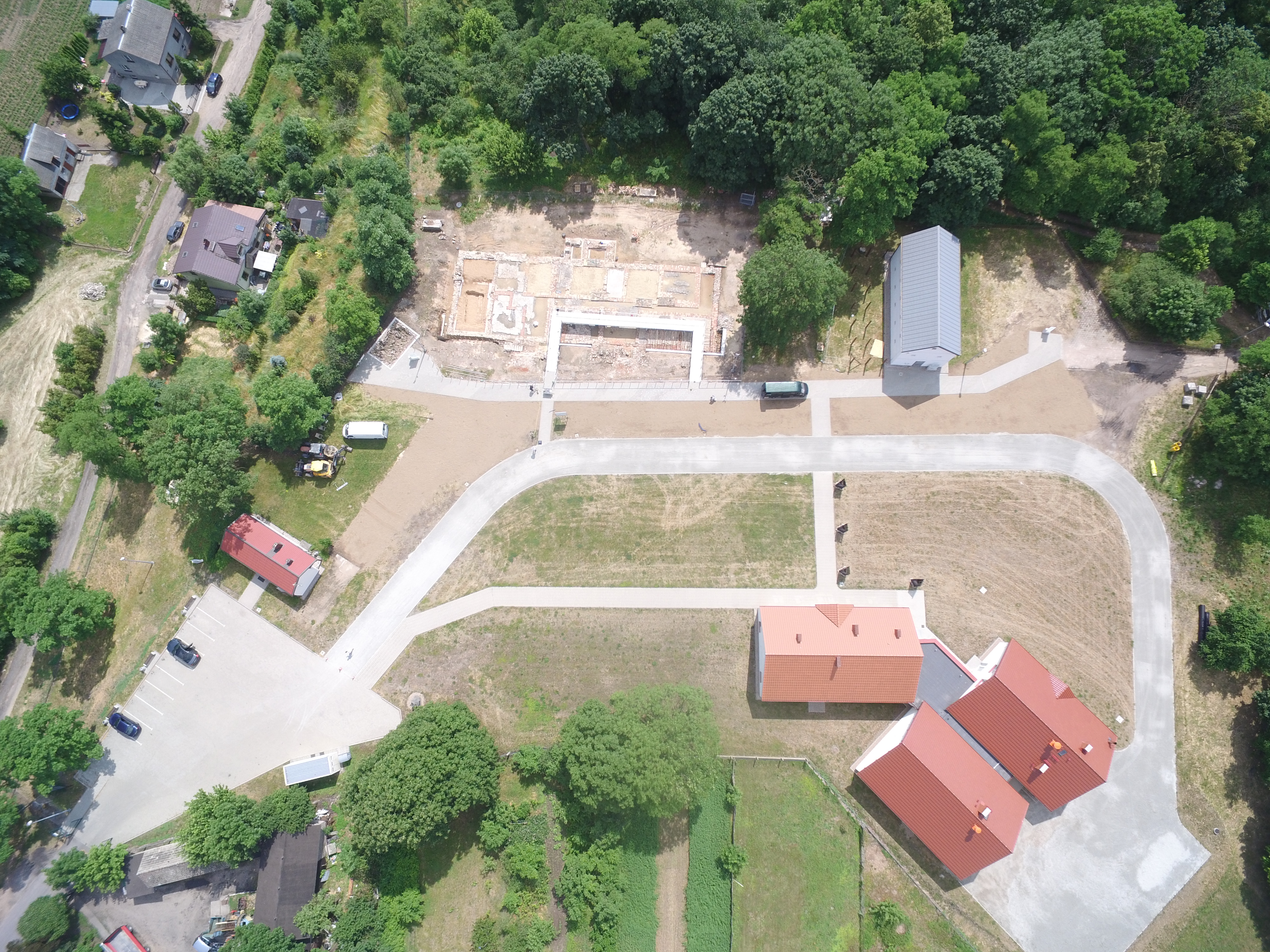
Muzeum w Chełmnie nad Nerem

### Badania archeologiczne
Pierwsze badania archeologiczne na terenie dawnego obozu rozpoczęły się w połowie lat 80. XX wieku. Prace objęły teren pałacu w Chełmnie oraz polany grobowe w lesie rzuchowskim. Inicjatorem i wkonawcą badań było Muzeum Okręgowe w Koninie, a prowadzone były one pod kierownictwem Łucji Pawlickiej-Nowak. 
Badania rozpoczęły się 1986 roku, badaniami objęto obszar 208 metrów kwadratowych, zlokalizowany w zachodniej części polany grobowej. Założono tam pięć wykopów archeologicznych. Podczas badań natrafiono na dwie płytkie jamy paleniskowe, a w nich fragmenty spalonych kości ludzkich oraz rzeczy osobiste ofiar. Według początkowych założeń miała to być jama śmietniskowa, do której wrzucane były przedmioty należace do ofiar, dalsze badania potwierdziły jednak, że były to dwa polowe krematoria z pierwszego okresu funkcjonowania obozu. Na dniea jamy odnaleziono m.in. guzik z munduru żołnierza Armii Czerwonej. Jamy paleniskowe miały wymiary około 10 x 10 metrów, isch ściany zwężały się ku dołowi o głębokości 3 metrów. Przy narożniku jednej z jam natrafiono na pozostałości okopconej od wewnątrz betonowej rury. Podczas badań częściowo ustalono także zasięg mogił zbiorowej, znanej dotychczas jedynie z relacji pozostawionej przez Heinza Maya. Mogiła zlokalizowana była wzdłuż starego duktu leśnego, a według relacji ciągnęła się na długości około 50 metrów. W kolejnym wykopie odnaleziono pozostałości wysadzonego w powietrze polowego pieca krematoryjnego. Było to zagłębienie o wymiarach 17 x 17 metrów i głębokości 3,5–4,5 metrów, wypełnienie zagłębienia stanowiły fragmenty zbrojonego betonu, cegły oraz duże ilości spalonych kości ludzkich. Natrafiono również na betonowe rury, które służyły do doprowadzania powietrza do paleniska.
W latach 1997–2002 badania prowadzono na terenie ruin pałacu oraz dawnego majątku w Chełmnie. Celem badań było dokładne określenie położenia pałacu oraz odnalezienie śladów funkcjonowania obozu na obszarze dawnego majątku. Ustalono wówczas, że pałac miał wymiary 41,65 na 13,68 metra, odsłonięto również centralny korytarz, tzw. „korytarz śmierci”, którym ofiary przechodziły do samochodów-komór gazowych. Badania prowadzono także na trzyhektarowym terenie parku i ogrodów, zlokalizowano wówczas 9 jam śmietniskowych, do których wrzucano przedmioty osobiste ofiar. Jamy pochodzące z pierwszego okresu działalności obozu znajdowały się bliżej spichlerza i pałacu, podczas gdy jamy późniejsze znajdowały się na zachodnim skraju obszaru.
Kolejne badania przeprowadzono na przełomie 2003 i 2004 roku. Przeprowadzono wówczas weryfikację przebiegu mogił zbiorowych, które wyznaczono, częściowo błędnie, w latach 60. XX wieku oraz prowadzono poszukiwania pozostałych krematoriów. Granica pierwszej mogiły (kwatera II) biegnie wzdłuż starej drogii leśnej i ciągnie się na długości 62 metrów, tworzony ona nieregularny prostokąt o szerokości od 3 do 8 metrów. Mogiła została wykopana prawdopodobnie ręcznie, była to jedna z pierwszych mogił w lesie rzuchowskim. W połowie długości mogiła przecinana jest przez betonową alejkę wybudowaną w latach 60. XX wieku. Podczas badań archeologicznych przebadano również tzw. „mogiłę włocławską” na terenie kwatery III. W latach 60. XX wieku jej zasięg wyznaczono na 185 metrów długości, badania dowiodły jednak, że długość grobu wynosi aż 254 metry, jego szerokokość waha się od 7 do 10 metrów, w końcowym fragmencie zwęża się do 4 metrów. Grób został częściowo wykopany ręcznie, a częściowo za pomocą sprzętu mechanicznego. Mogiła była wykorzystywana prawdopodobnie przez dłuższy czas. Najwcześniejsza część mogiły znajduje się po stronie północnej. Na terenie największej kwatery, kwatery IV, odnaleziono mogiłę o długości 174 i szerokości 8 metrów, zlokalizowaną wzdłuż ściany lasu. Grób wypełniony jest piasczystą ziemią wymieszaną z popiołem i drobnymi kośćmi ludzkimi. Oprócz tej mogiły, na ostatniej polanie znajdują się także dwie kolejne mogiły – jedna o długości 182 metrów, wypełniona spalenizną, popiołami i rozdrobnionymi kośćmi, oraz druga, będącą w rzeczywistości rzędem 11 dołów wypełnionych spalenizną, popiołami i kośćmi. Doły te ciągną się na długości 161 metrów, ich szerokość waha się od 9 na 7,5 do 15,5 na 8,5 metrów. Doły oddalone są od siebie o około 2–3 metry.
Na przełomie 2003 i 2004 roku przebadano również siedem obiektów zlokalizowanych w zachodniej części ostatniej polany, które stanowiły pozostałości polowych krematoriów. Cztery z obiektów były w zasadzie jamami w ziemi, służącymi za doraźne miejcse palenia ludzkich szczątków, prawdopodobnie od wiosny do jesieni 1942 roku. Były to wykopane w ziemi i obłożone kamieniami doły, na dnie których palił się silny ogień do którego wrzucano wydobywane z grobów szczątki. W 2005 roku na terenie majątku ustalono również lokalizację XIX-wiecznej studni, w której według relacji świadków miało zostać utopionych dwóch więźniów.

## W kulturze
Na podstawie osobistego spotkania z Mordechajem Podchlebnikiem w 1945 roku powstało opowiadanie Zofii Nałkowskiej, opublikowane w zbiorze pt. Medaliony (Człowiek jest mocny). W filmie Medaliony Andrzeja Brzozowskiego z 1967 roku w jego rolę wcielił się Marek Preiss.
Szymon Srebrnik i Mordechaj Podchlebnik wystąpili także filmie dokumentalnym Shoah Claude’a Lanzmanna.
W 2025 roku miała miejsce premiera filmu The World Will Tremble, opisującego historię Podchlebnika i Szlamy ber Winera.